# Bitva u Waterloo
Bitva u Waterloo [vatrloː] (současníky nazývaná bitvou u Belle Alliance či Napoleonem pojmenovaná bitvou u Mont-Saint-Jean) se odehrála v odpoledních a podvečerních hodinách neděle 18. června 1815 asi 20 km jižně od belgické metropole Bruselu. Francouzská armáda císaře Napoleona I. zde utrpěla drtivou porážku od části vojsk Sedmé koalice evropských panovníků, reprezentované sbory anglo-batavské armády polního maršála vévody z Wellingtonu a pruským vojskem pod velením polního maršála Blüchera. Pro francouzského panovníka se bitva stala jedním z jeho posledních vystoupení v roli vojevůdce, stratéga a hlavy státu, pro Evropu znamenala ukončení napoleonských válek. Přestože se spojencům podařilo dosáhnout generálního vítězství, průběh tažení hrál spíš v jejich neprospěch. 16. června utrpěli porážky v bitvách u Ligny a Quartre-Bras a byli nuceni se odděleně stahovat k belgické metropoli. Britský maršál však druhého dne ústup zastavil a zaujal výhodné postavení na svahu v krajině kolem Waterloo, kde přes noc vyčkal na útok nepřítele. Po promarněném dopoledni pak Napoleon podnikl opakované útoky na střed jeho pozic, avšak francouzští vojáci byli za oboustranně vysokých ztrát pravidelně obraceni na ústup. Kolem 16:00 hodin se k Britům začaly připojovat první pruské jednotky, které s přibývajícím množstvím, po necelých čtyřech hodinách tlaku na protivníkovo pravé křídlo, obrátily francouzské vojsko na útěk. I když Napoleon ve svých memoárech přičítal vinu za debakl neschopnosti svých maršálů, byla spíš souhrou desítek selhání jak císaře samotného, tak jeho podřízených, ale stejnou měrou i okolností a schopnostmi jeho protivníků.
Vzhledem ke své definitivnosti pro Napoleona a jeho sto dní trvající císařství se městečko Waterloo, v jehož blízkosti se bitva odehrála, stalo celosvětovým synonymem pro velkou porážku nebo konečný akt zásadního významu s negativními důsledky či jakékoliv fatální selhání.

## Z Elby do Paříže, z Paříže do Belgie

### Let orla
Poté, co armády Prvního císařství kapitulovaly před brannou mocí VI. koalice, byl Napoleon Bonaparte 6. dubna 1814 přinucen podepsat abdikaci, jíž se vzdal francouzského trůnu jak za svou osobu, tak za své oprávněné dědice. Posléze byl i s doprovodem sedmi stovek vojáků císařské gardy internován na ostrově Elba. Na uvolněný panovnický stolec se mezitím opět vrátil král z dynastie Bourbonů Ludvík XVIII. Brzy po jeho návratu však začalo přibývat nespokojených hlasů, kterým se nelíbil návrat forem a některých institucí starého režimu. Předrevoluční šlechta, jež se vracela z emigrace, zabrala výnosné úřady u dvora, císařská šlechta byla přehlížena a lidé i armáda se začali bouřit. Navíc Ludvík XVIII. odmítal Napoleonovi vyplácet slíbenou dvou milionovou roční apanáž a začalo se šeptat o jeho přemístění, na jiný, vzdálenější ostrov.
Kvůli těmto i dalším okolnostem dne 26. února 1815 nalodil excísař vojáky gardy na předem připravené lodě a uprchl z téměř rok trvajícího vyhnanství. 1. března se jeho malá flotila shromáždila v zálivu Juan u Antibes. Vojáci se vylodili na pláž a kolem páté hodiny odpolední vyrazili směrem na Paříž skrze alpské stezky Horní Provence. V přímořském kraji Napoleonova přítomnost mnoho radosti u obyvatel nevyvolávala, avšak čím více postupoval do vnitrozemí, tím větší nadšení vzbuzoval. Kromě ozbrojených civilistů se k němu brzy začaly přidávat první pluky, jež sebou strhly další jednotky z celé Francie. Po pádu Grenoblu a Lyonu nakonec na jeho stranu přeběhl i maršál Michel Ney, jenž měl se svou armádou shromážděnou v okolí Lons-le-Saulnier přetnout svému někdejšímu panovníkovi cestu k francouzské metropoli. 20. března pak Napoleon za davového nadšení vstoupil do Paříže a ubytoval se v paláci Tuileries. Opětovné vlády nad Francií se ujal bez jediného výstřelu!

### Konsolidace Francie

Manévry Armée du Nord a armád VII. koalice ve dnech 15. až 18. června 1815

Po uchopení moci bylo Napoleonovým prvním úkolem stabilizovat poměry v zemi a vybudovat kvalitní armádu. Jeho úmyslem bylo dohodnout se s evropskými mocnostmi na míru, ale v této záležitosti si nedělal žádné iluze a armáda byla tím hlavním, co jej mohlo udržet na trůnu. Odvedl dalších 50 000 branců, vydal novou ústavu a generál Grouchy zlikvidoval poslední místa royalistického odporu (za tento počin obdržel maršálskou hůl). Snažil se též o diplomatické styky s Evropou, ale ta k jeho návrhům na trvalý mír zůstávala hluchá. Rezidenti vítězných mocností na kongresu ve Vídni se ihned dohodli na postupu proti jeho osobě a jako narušitel pokoje světa byl vydán veřejnému soudnímu stíhání. V krátké době proti němu shromáždili 1 800 000 vojáků, avšak poblíž Francie se prozatím nacházely pouze dvě armády. Pruská dolnorýnská maršála Blüchera a tzv. anglo-batavská pod velením vévody z Wellingtonu s centrem v Bruselu. Napoleon měl dvě možnosti, jak invazi čelit. Mohl buď nepřítele nechat zaútočit na Francii a protáhnout tak jeho operační linie, přičemž by hlavní armáda operovala na březích Seiny a mobilizované síly ozbrojeného lidu by bránily hlavní město, anebo mohl sám zaútočit a postupně likvidovat armády protivníka tak, jak by přicházely. Zatímco první možnost blízce připomínala ne moc úspěšnou kampaň z roku 1814, druhá eventualita se vzhledem ke stávající situaci jevila mnohem reálnější. Zabezpečil tedy hranice s německými státy i pobřeží a se zbývající armádou 128 000 mužů, již nazval Armée du Nord, se pokusil využít momentu překvapení, vklínit se mezi obě nejbližší spojenecká vojska a postupně je porazit. 6. června začal potají soustřeďovat své sbory mezi řekami Sambrou a Mázou, přičemž se jinými ostentativními manévry snažil vyvolat dojem, že útok jeho ozbrojených sil bude směřovat mezi moře a Brusel.
Velitel anglo-batavské armády vévoda z Wellingtonu reagoval tak, jak si Napoleon přál a svou armádu rozmístil v prostoru Brusel-Ostende, čímž se mezi ním a Prusy pod velením maršála Blüchera vytvořila necelých 60 kilometrů široká mezera, kterou střežil pouze I. pruský sbor pod velením generálmajora Zietena. Za těchto okolností Bonaparte 12. června opustil Paříž a o dva dny později vyrazila do škvíry mezi koaličními armádami i Armée du Nord. 15. června Francouzi překročili belgické hranice a za prvních bojů se Zietenem se zmocnili města Charleroi. Ačkoliv byl pruský generál v dalších hodinách setrvale zatlačován zpět, podařilo se mu vést mistrovský zdržovací boj, během nějž se ve dvou proudech spořádaně stahoval na Brusel. Svůj ústup vedl směrem přes křižovatku cest u vesničky Quatre-Bras, kde své síly narychlo shromažďoval vévoda z Wellingtonu, a současně k vesnici Ligny, kde se soustřeďovaly zbylé sbory maršála Blüchera. Následujícího dne došlo v okolí těchto míst k těžkým bojům.

## Armády
Přestože byla francouzská armáda vybudovaná ve spěchu, velkou většinu vojáků tvořili císaři oddaní dobrovolníci a na rozdíl od let minulých v jejích řadách drtivou měrou převládali rodilí Francouzi. Mnoho z nich vnímalo svou účast na tažení především jako obranu vlasti před invazí a armáda byla jedním z těch lepších uskupení, kterým kdy Napoleon velel. Armée du Nord samotná byla rozdělena na gardu, šest armádních a čtyři záložní jezdecké sbory. Jestliže se nedostatečný čas větší měrou neprojevil na složení a kvalitě mužstva, projevil se na výstroji a výzbroji. Několika eskadronám kyrysníků chyběly kyrysy, jiným jízdním jednotkám závěsy na pušky, či součástky postrojů. Chyběly také torny, závěsy na šavle a patrontašky. Zároveň mnoho vojáků vyfasovalo pouze nastříhanou látku na uniformy, jež si sešívali v průběhu tažení. Špatná situace byla i u ženijního sboru a tento nedostatek se měl projevit zejména v bitvě u Waterloo. Nedostávalo se ani pokrývek hlavy a dokonce i císařská garda postrádala své vysoké medvědice.
Složení anglo-batavské armády bylo značně nehomogenní. Kromě samotných Britů ji tvořilo 20 000 hannoverských, 7000 brunšvických a 3000 nassavských vojáků. Z dalších 30 % se skládala z nizozemsko-belgických jednotek, jež donedávna sloužily po boku Francouzů a jejich politická náklonnost, zejména u Belgičanů, byla značně nejistá. Wellingtonovou oporou byly hlavně britské regimenty a oddíly Královské německé legie. Slabinou byli Hannoveřané, taktéž vystrojeni v britských uniformách, které britský vrchní velitel rozptýlil mezi své veterány tak, aby minimalizoval dezerce a pozitivně zapůsobil na jejich morálku. Vojsko bylo rozčleněno do čtyř armádních sborů. Velením I. sboru byl pověřen Vilém, kníže Oranžský, v čele II. sboru stál generál lord Hill, třetí, záložní sbor, podléhal přímému Wellingtonovu velení. Jízdnímu sboru velel generálporučík hrabě Uxbridge.
Dolnorýnské vojsko maršála Blüchera bylo více než z poloviny tvořeno jednotkami zeměbrany (landwehru). Ty byly špatně vycvičené i vybavené a postrádaly jakékoliv bojové zkušenosti. Přesto dokázaly za svého vrchního velitele bojovat s velkým vlasteneckým zápalem. Část armády se skládala z mužů bývalého rýnského spolku a podobně jako Wellington tak i Blücher byl nucen tyto síly promíchat se spolehlivými pruskými regimenty. Jezdectvo nemělo dobré koně a hodilo se spíš pro průzkumné úkoly. Celkově u Prusů rozhodoval spíš počet než skvělá taktika. Značnou výhodu pro ně představoval fakt, že měli nejschopnější štáb ze všech armád bojujících u Waterloo a zároveň i nadané sborové velitele. Sbory se tažení účastnily čtyři; I. Zietenův, II. Pirchův, III. Thielmannův a IV. Bülovův.

## Bitvy u Ligny a Quartre-Bras

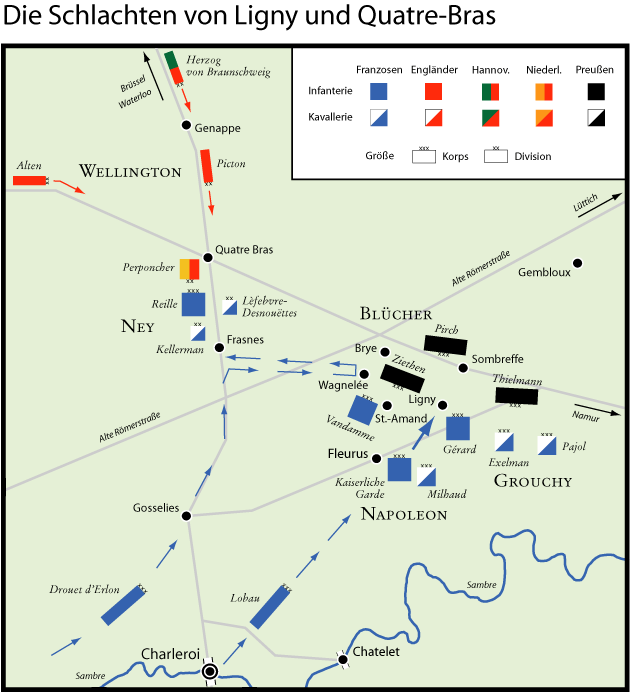
Mapa zobrazující postavení jednotek v bitvě u Quartre-Bras a bitvě u Ligny. Pohyb přicházejících spojenců a trasa pochodu sboru Droueta d'Erlon

Napoleonovým záměrem bylo postupovat na Brusel. Proto musel obsadit důležitou křižovatku cest u Quartre-Bras. Na pravém křídle u Ligny se mu však začala shromažďovat Blücherova pruská armáda o síle zhruba 84 000 mužů. Rozhodl se tedy v čele 71 000 mužů osobně vypořádat s Prusy a obsazením Quatre-Bras pověřil maršála Neye. Ten si však s útokem dával načas. Dopoledne proti němu stálo pouze 8300 výše zmiňovaných nizozemských vojáků s Černým sborem vévody Brunšvického a měl tedy dvojnásobné přečíslení. Místo toho však vyčkával příchodu d'Erlonova sboru a příjezdu Kellermannova jezdectva.
K prvním útokům na obou frontách došlo 16. června po první hodině odpolední. I přes tvrdé boje se obě paralelní bitvy protáhly do večera a vyvrcholily ústupem obou koaličních armád. Britové se stahovali podél bruselské silnice, pruské jednotky prchaly směrem na Wavre. Přestože Francouzi zaznamenali první úspěch, bitvy byly poznamenány špatnou komunikací mezi oběma veliteli. Zejména očekávaný d’Erlonův sbor se vinou zmatenosti rozkazů přesunoval mezi Neyovou a Napoleonovou armádou, aniž by výrazněji zasáhl do jednoho z bojů. Přitom je pravděpodobné, že v případě, kdy by celý sbor Droueta d'Erlon uskutečnil plánovaný útok do boku Prusů, skončily by boje u Ligny stejně jako bitva u Jeny v roce 1806.
Bilance ztrát Prusů byla vysoká, celých 16 000 mužů (Wellingtonovy ztráty byly asi 4700 mužů). Pruská armáda však zdaleka nebyla zničená tak, jak si Napoleon představoval, přičemž opaku odmítal uvěřit. Sám ztratil mezi 8500–11 000 vojáky a domníval se, že mu zbývá vypořádat se pouze s Angličany. Jeho průzkum nebyl s to odhalit trasu ústupu Prusů, navíc netušil, že ti dál kryjí přístupové cesty na Brusel a znova se shromažďují u Wavre (11 km od Ligny). Jejich zadní voj zmátl francouzské jezdectvo, což vedlo k Napoleonovu chybnému předpokladu, že Prusové prchají pryč z Belgie a nepředstavují pro něj vážnější hrozbu. Po promarněném půl dni dal Napoleon rozkaz maršálu Emmanuelu de Grouchymu, aby s pravým uskupením (asi 33 000 mužů a 96 děl) začal zbytek pruské armády pronásledovat a dovršil tak její porážku. Grouchyho nepřítomnost na bojišti následujícího dne však byla pro její výsledek fatální.
Než se Napoleon rozhodl k další akci, zahájili Wellingtonovi Angličané ústup od Quatre-Bras směrem na Brusel. Za vydatných přívalů deště se Angličanům ještě toho večera (17. června) podařilo zaujmout postavení jižně od Waterloo. Stalo se tak zejména díky schopnému zadnímu voji, jenž se s Francouzi střetl (a byl poražen) na mostě přes řeku Dyle u Genappe. V uvedeném postavení se britský velitel definitivně rozhodl vyčkat Napoleonova příchodu.

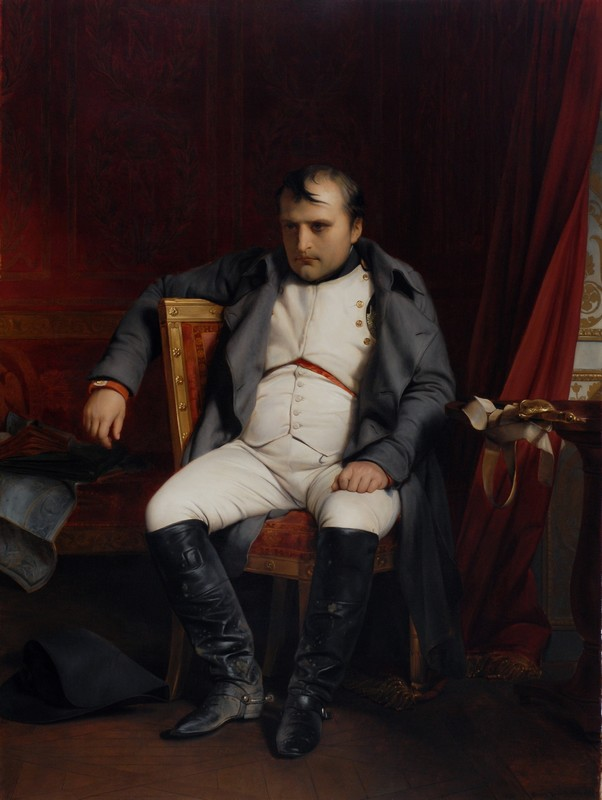
Napoleon Bonaparte na sklonku své vlády
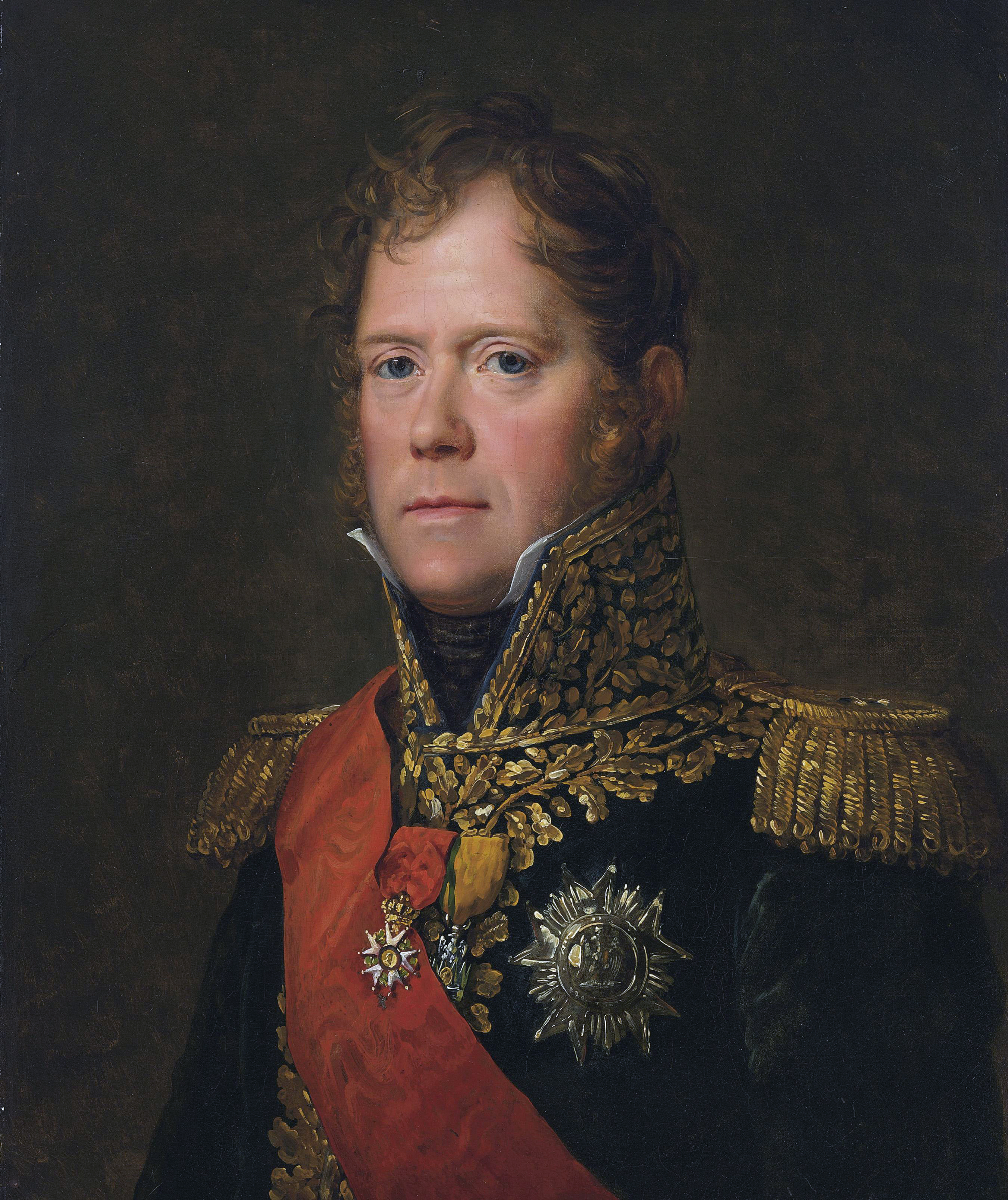
Maršál Michel Ney
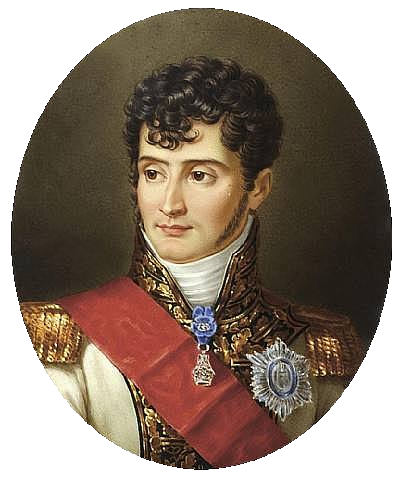
Bratr francouzského císaře Jérôme Bonaparte
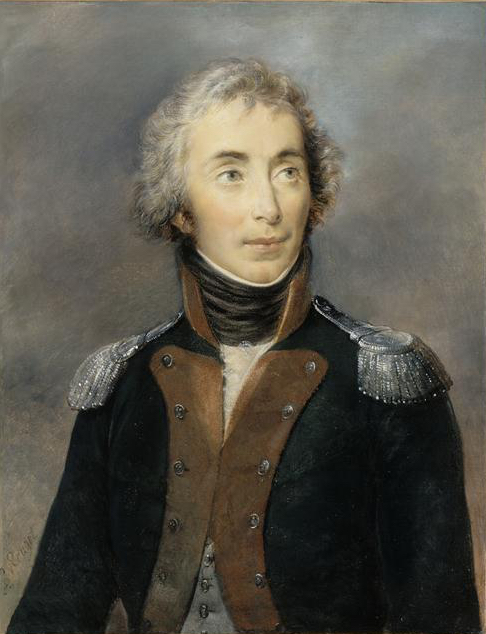
Maršál Emmanuel de Grouchy

## Plány a rozestavení vojsk
V době, kdy Napoleonovo jezdectvo dorazilo k hostinci Belle Alliance a začalo se rozvinovat do bojových sestav, bylo již osm hodin večer. Čas promarněného dopoledne teď císaři Francouzů nedovolil pokračovat v dalších bojových akcích. Obě armády se tedy utábořily na protilehlých svazích budoucího bojiště. Napoleon posléze nadiktoval instrukce jak postupovat v případě, kdyby Angličané pokračovali v ústupu, ale na ten již Wellington nepomýšlel. Tento terén dokonale vyhovoval jeho taktice defenzivního pojetí boje. Již ze Španělska se mu osvědčila tzv. strategie odvráceného svahu (reverse slope) a doufal, že díky ní i tentokrát zaznamená úspěch. Navíc ráno před bitvou již dobře věděl, že Prusové stačí dorazit včas.
První linie Wellingtonových jednotek stála podél Ohainské silnice v délce asi tři a půl kilometru. Středu velel nizozemský korunní princ Vilém Oranžský. Na statku La Haye Sainte, vysunutém před středem, byly opevněny jednotky královské německé legie. Levému křídlu velel generálporučík Thomas Picton, jehož uniforma spolu se zavazadly zůstala kdesi vzadu a do čela svých mužů se proto postavil v civilních šatech. Pravému křídlu spojenců velel generál Rolland Hill. Díky možnosti obchvatu bylo toto křídlo podstatně silnější než postavení nalevo od středu. Předsunutou baštu na této části britské linie tvořil zámeček Hougoumont, který i s přilehlým lesem obsadilo těsně před bitvou zhruba 1400 hannoverských, nassavských a britských pěšáků. Celá Wellingtonova armáda dle dispozic vyčkávala za odvráceným svahem Ohainské silnice, přičemž dělostřelectvo bylo rozmístěno po celé délce anglo-batavských linií. Za zády spojenců se nacházel les Soiges, jehož porost byl dokonale průchodný a neskýtal proto strategickou nevýhodu. Tu si naopak přivodil Napoleon, neboť si za zády nechal Genappe se dvěma málo průchodnými mosty.
Napoleonův záměr pro nadcházející hodiny byl jednoduchý. Přes Hougoumont napadnout anglo-batavské pravé křídlo, přinutit generála Hilla k přeskupení jednotek a současně s tím odvrátit pozornost od útoku na střed (byla zde také možnost, že slabší Hillovo křídlo bude posíleno právě jednotkami středu). Hlavní útok na oslabenou centrální část Wellingtonových pozic měl posléze prorazit obranu jeho sestavy a rozetnout ji vedví. Vedlejší útok na levé anglo-batavské křídlo, který měl snad také odvrátit pozornost od hlavního směru útoku, by posléze mohl přerůst v obchvat, jenž by přetnul Wellingtonovu ústupovou cestu, a přispěl by k jeho konečnému zničení.

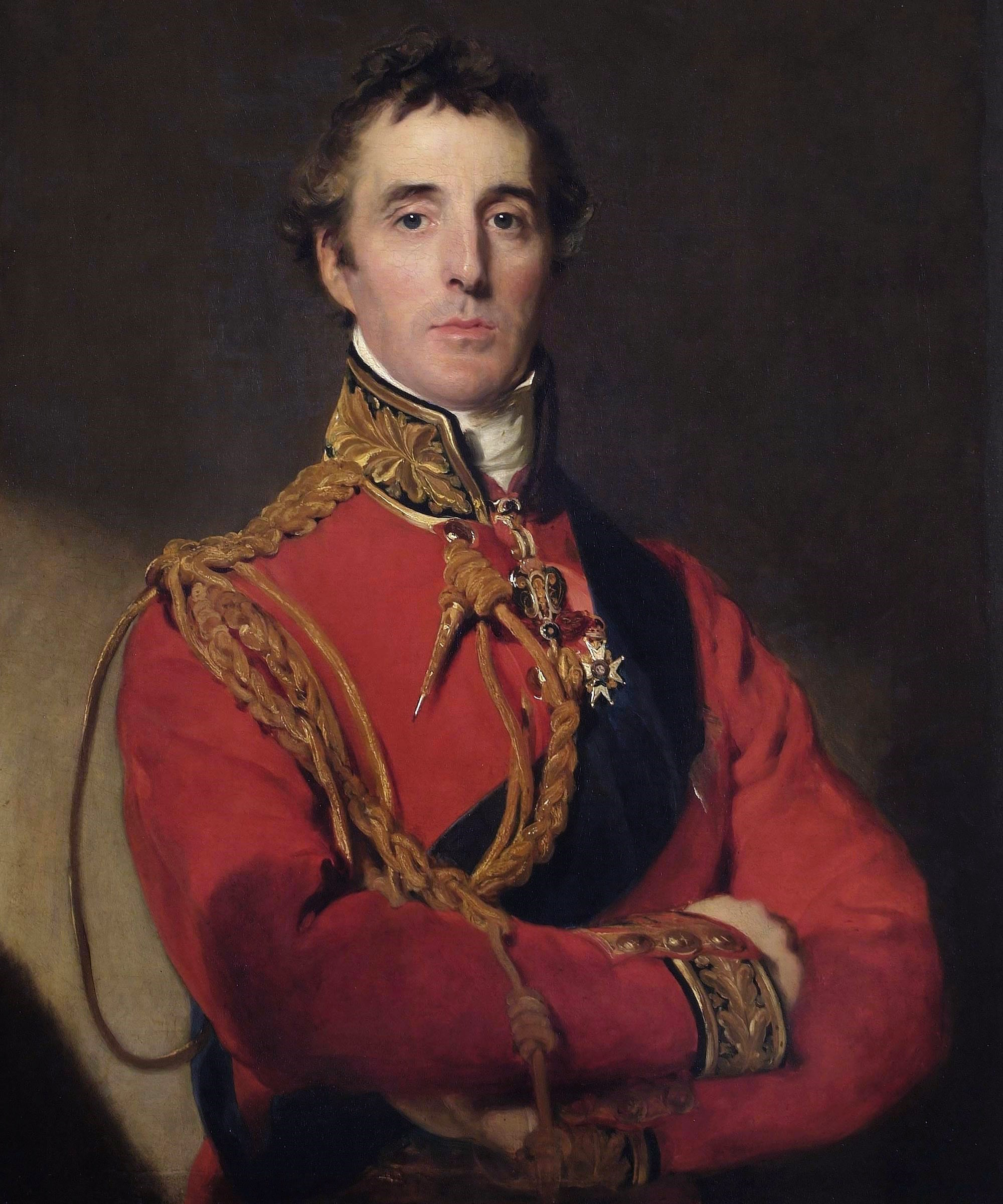
Maršál Arthur Wellesley, vévoda z Wellingtonu
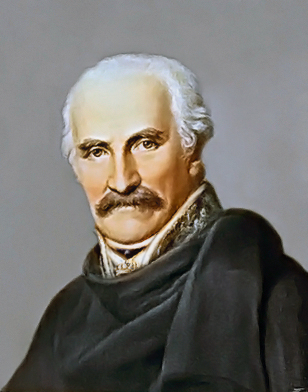
Maršál Gebhard Leberecht von Blücher
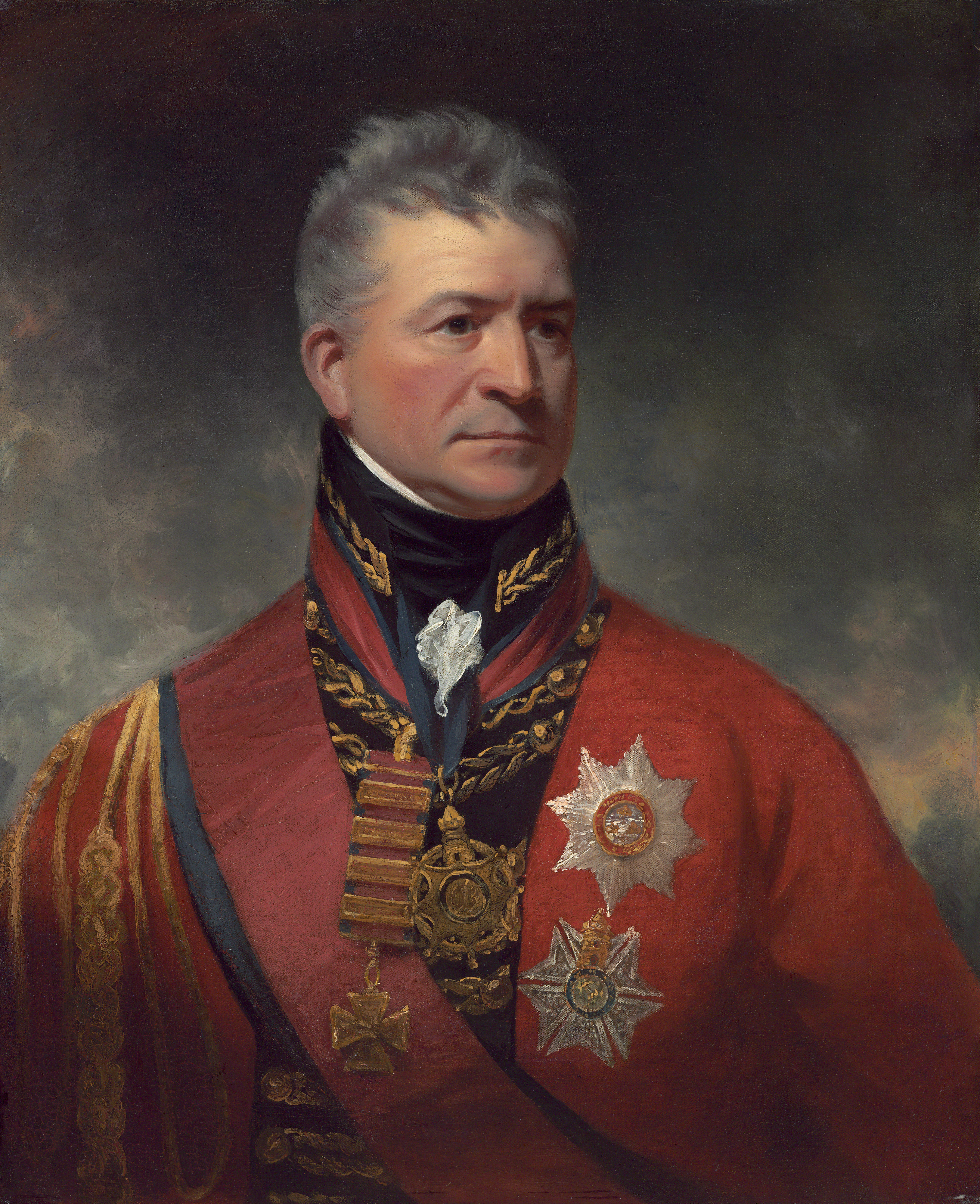
Generálporučík sir Thomas Picton
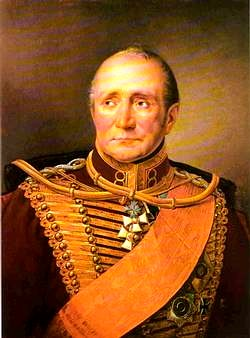
Generálmajor Ernst Karl von Zieten

## Poslední přípravy

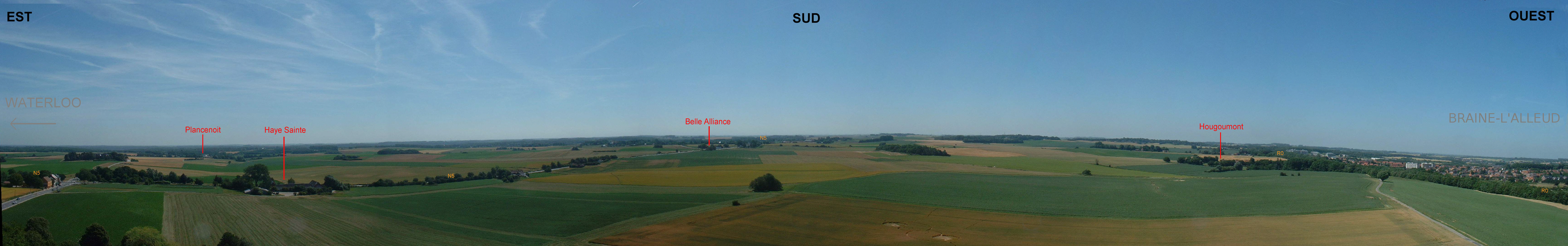
Panorama bojiště při pohledu z mohyly, která byla vybudována na počest Wellingtonova a Blücherova vítězství v samotném středu anglo–batavských linií. U levého okraje je zřetelná křižovatka Ohalinské a Bruselské silnice

Maršál Blücher, shromažďující své muže u Wavre, dal Wellesleyovi své slovo, že mu u Mont-Saint-Jean pomůže minimálně dvěma sbory, a tento slib se snažil za každou cenu dodržet. Kolem čtvrté hodiny ranní proto vydal rozkaz generálu Büllowovi, aby se s IV. sborem vydal přes Wavre k Chapel–le–Saint–Lambert. Sem pruský velitel dorazil kolem desáté hodiny dopolední. Pirchův II. a Zietenův I. sbor vyrazily k Waterloo teprve kolem poledne, vzápětí poté, co pruský průzkum zjistil, že proti němu stojí pouze 20 000 Grouchyho Francouzů (pruský odhad). Zadržením této nepřátelské kolony bylo pověřeno 15 000 mužů III. sboru generála Thielmanna.
Přestože Napoleon kolem páté hodiny ranní nadiktoval maršálu Soultovi rozkaz, aby byla armáda připravena ve svých pozicích v devět hodin dopoledne, v určenou dobu byly na rovině u La Belle Alliance připraveny pouze tři pěší divize I. d’Erlonova sboru, tři divize jízdy generálů Domona, Subervieho a Jacquinota, kavalerie císařské gardy a kyrysníci Milhaudova 4. jezdeckého sboru. Zbytek armády kvůli celou noc trvajícímu dešti, jenž rozmáčel cesty a znesnadnil zbytku francouzské armády pochod, zvláště dělostřelectvu, byl schopen se z větší části sešikovat do určených pozic teprve v jedenáct hodin dopoledne. V 11:35 hodin zazněly z francouzské strany tři dělové výstřely. Ty byly signálem pro 8000 mužů 6. divize Jérôma Bonaparta, aby zahájili pozvolný postup k lesíku, za nímž se skrýval zámeček Hougoumont. Spolu s těmito jednotkami se pohnuly vpřed Foyova a Bacheluho divize Reilleho II. sboru a I. sbor divizního generála d’Erlona. Po několika stovkách metrů dolů ze svahu se však tyto síly zastavily (asi ve 12:00), vpřed pokračovaly pouze jednotky směřující na Hougoumont. Prodlení, jež francouzské jednotky nabraly oproti dispozicím, nahrávalo do rukou spojencům, neboť pruská armáda každou hodinou zkracovala vzdálenost, jež jí zbývala k budoucímu bojišti.

## Bitva

### Hougoumont
Aby muži císařova bratra Jérôma mohli zahájit útok na anglické pravé křídlo, museli nejprve proniknout kolem komplexu budov zámečku Hougoumont. Prvním předpokladem k dosažení tohoto úspěchu bylo obsazení lesíka, jenž celou pozici skrýval jejich očím a byl obsazen nassavským pěším praporem a rotou hannoverských karabiníků. Probít se přes tyto jednotky jim trvalo zhruba hodinu. Vzápětí se vrhli proti jižní bráně zámečku, ale jejich útok byl prudkou palbou odražen. Wellington, který vše sledoval ze svého velitelského stanoviště, nařídil majorovi Bullovi, aby podpořil své jednotky a zahájil na Francouze u Hougoumontu dělostřeleckou palbu. Tím však na sebe angličtí dělostřelci přilákali pozornost jízdních dělostřelců Pirého divize. Přestože generál Reille, velitel štábu II. armádního sboru a náčelník jeho štábu Guillemont další akce proti Hougoumontu zakázali, nejmladší Bonaparte jejich rozhodnutí nerespektoval a v čele svých jednotek se vrhl do nového útoku. Tentokrát své muže rozdělil a podnikl útok na obě brány. Vojáci však neměli páčidla ani miny a na jižní straně byli i přes tvrdé boje brzy odraženi. Na severním úseku se 1. brigádě již mrtvého generála Bauduina bránu podařilo vyrazit, ale záhy byla prudkým bodákovým protiútokem z objektu vytlačena. I přes tyto neúspěchy Jérômovi muži v obléhání neustávali a nakonec vše došlo tak daleko, že i zkušený generál Reille, jemuž bylo toto plýtvání lidskými životy a neúčelné počínání zřejmé, na úsek vrhl 9. Foyovu divizí (4700 mužů). Důsledkem celé akce bylo, že 2500 anglo–batavských vojáků vázalo 10 000 mužů Napoleonových. Wellington si brzy uvědomil, že z této strany císař Francouzů hlavní útok nepovede. Začínal si být jist, že ten bude směřovat proti jeho středu.

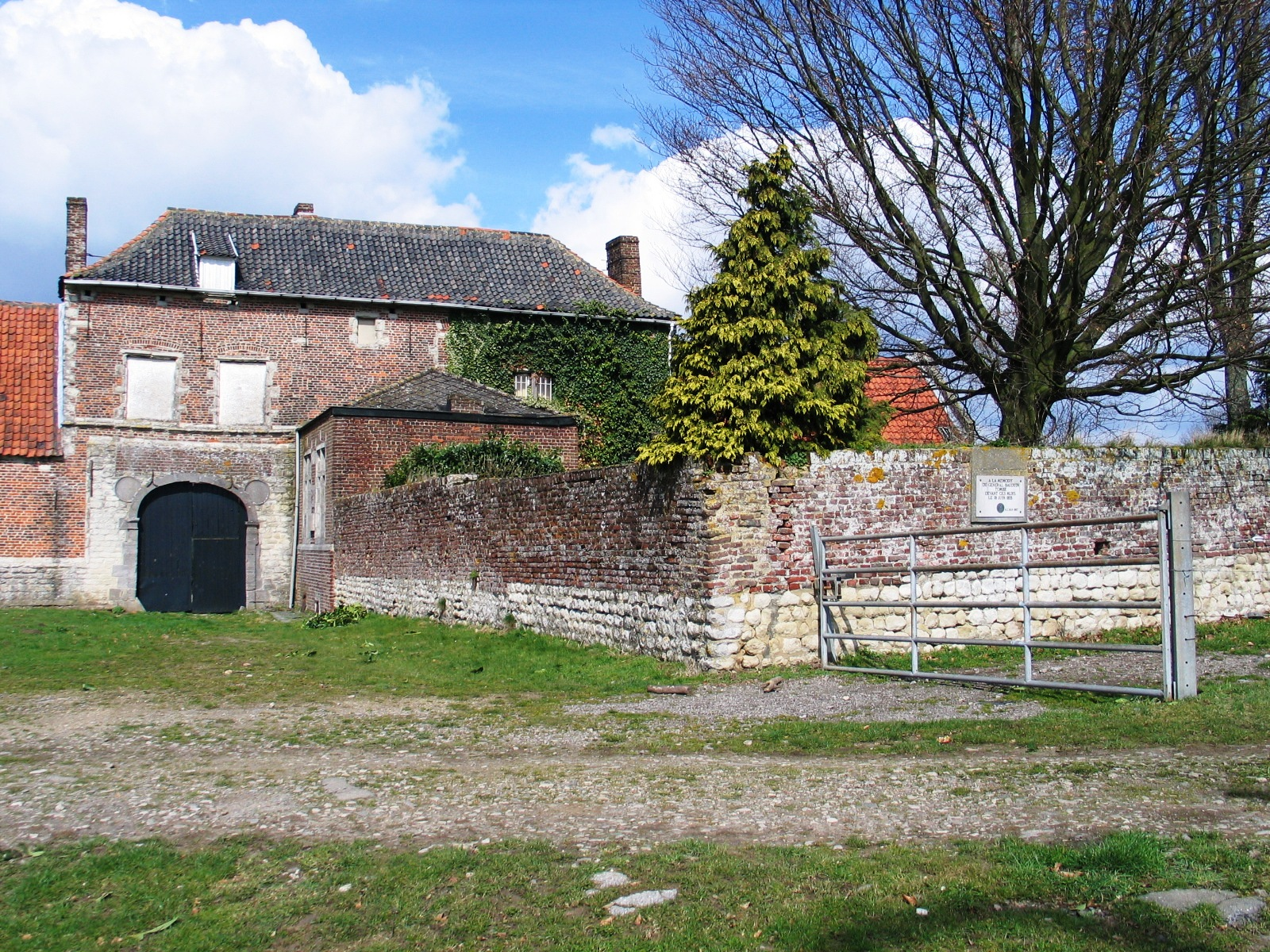
Jižní brána Hougoumontu
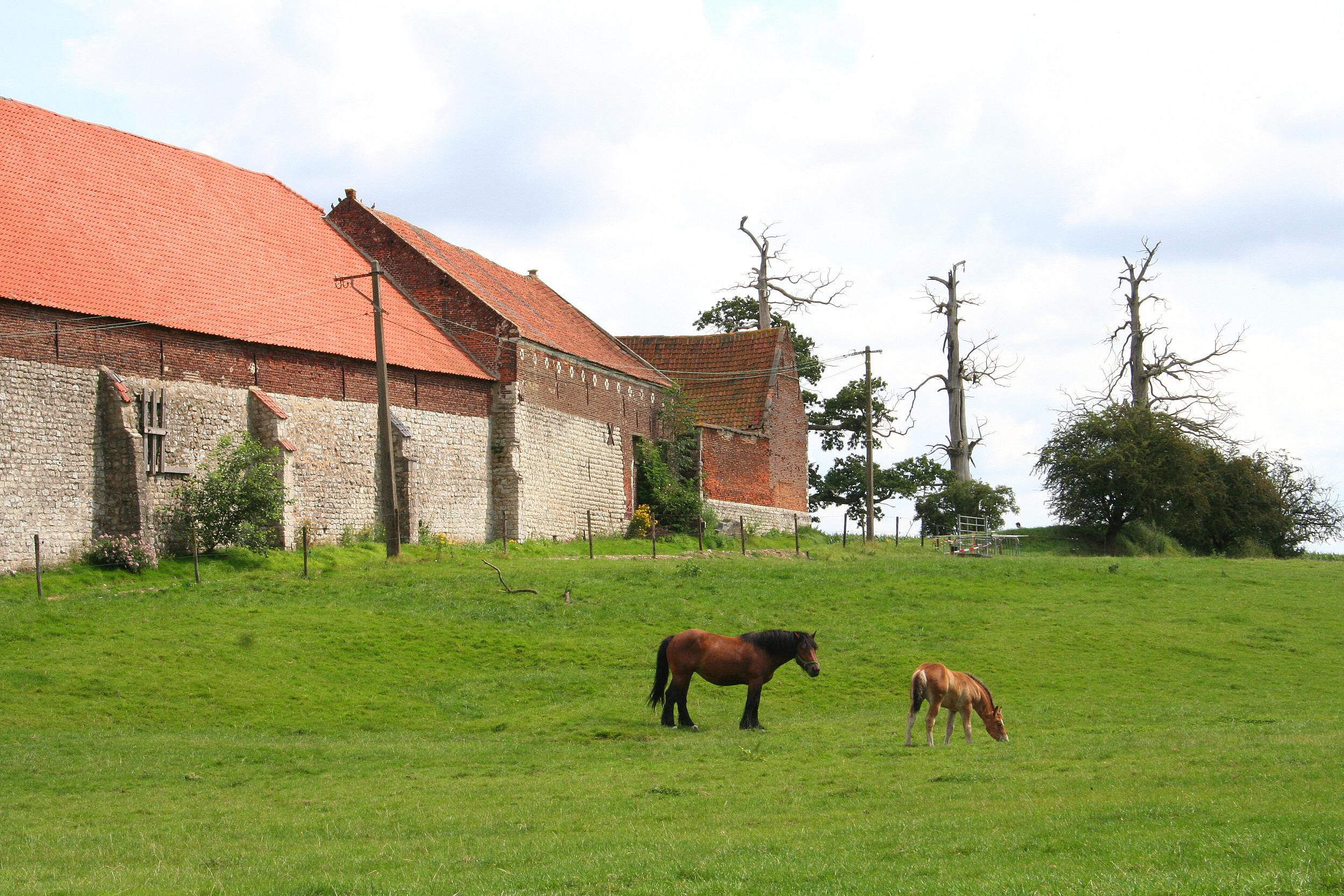
Bližší pohled na západní zeď
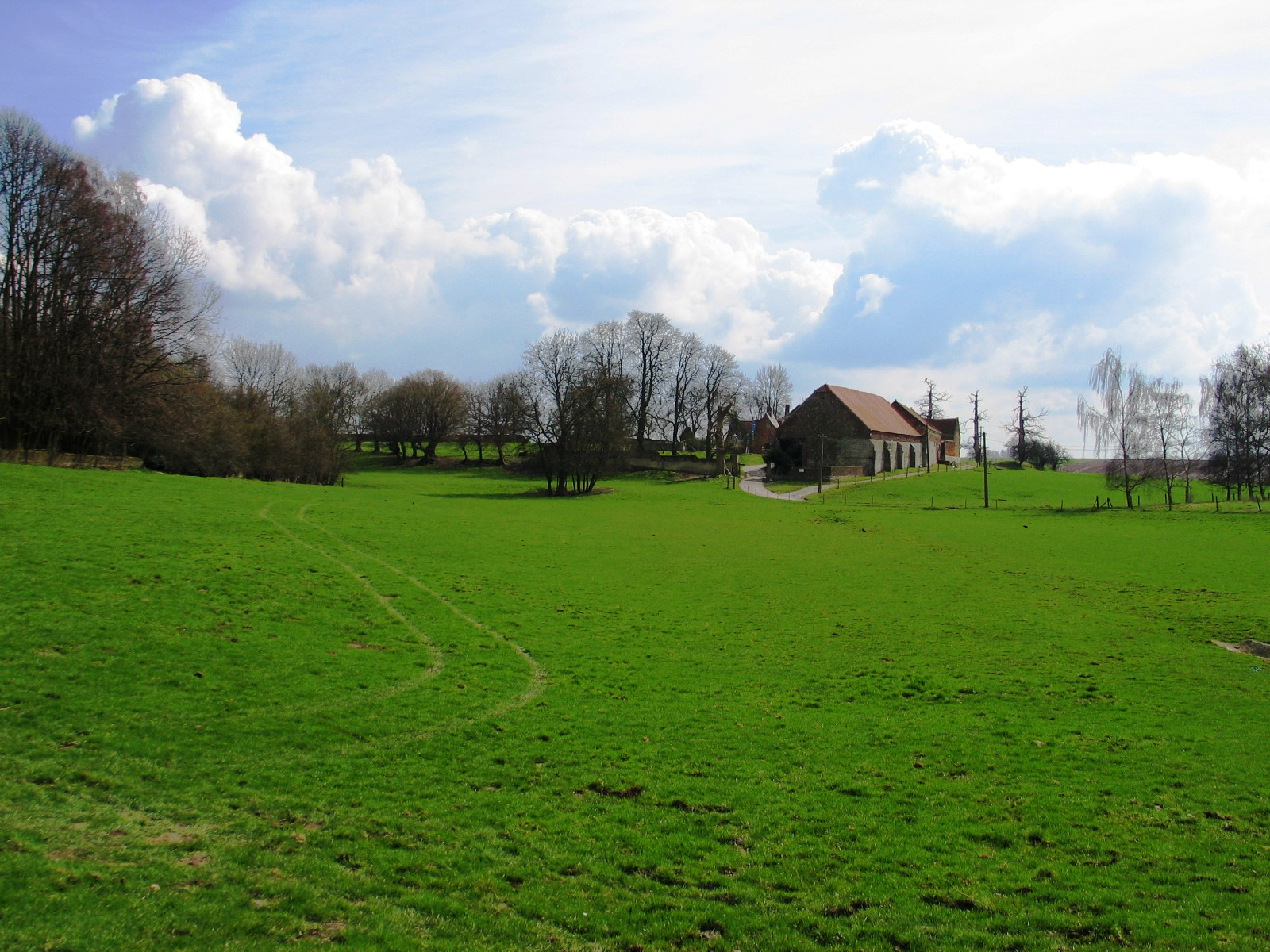
Celkový pohled na zámeček ze severní strany
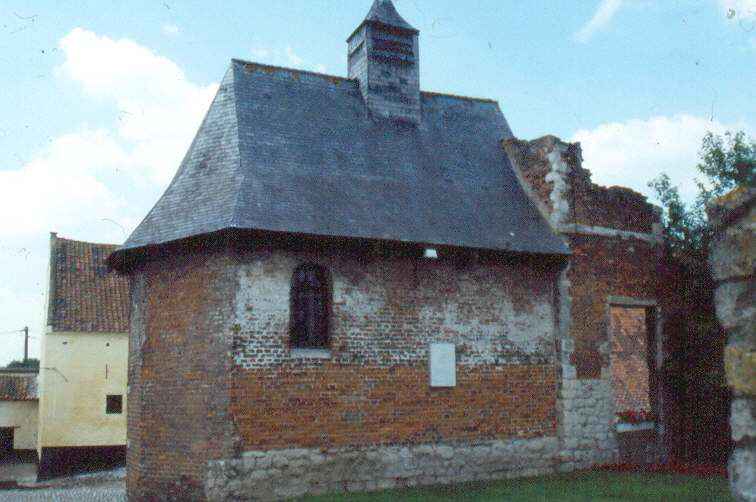
Místní kaple

### Pokus o průlom

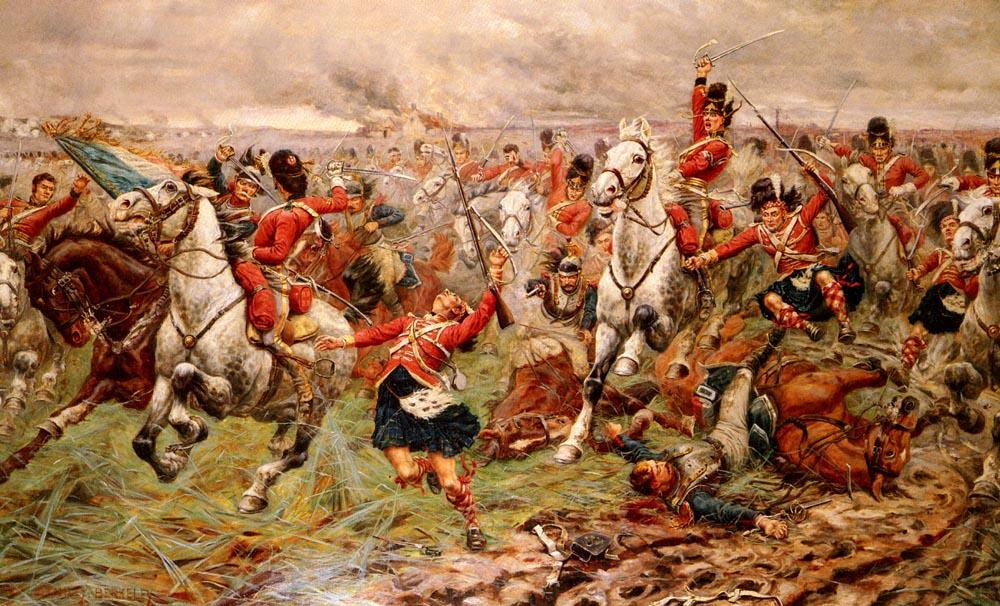
Protiútok Scots Greys.

Kolem jedné hodiny odpolední, krátce poté, kdy Wellington zjistil, že hlavní nebezpečí na jeho pravém křídle je prozatím oddáleno a vrátil se k Mont-Saint-Jean, dostali dělostřelci „velké baterie“ pod vrchním velením Michela Neye rozkaz k zahájení palby na anglo-batavské pozice (13:30 hod.). Jelikož se údolí záhy zahalilo dýmem ze spáleného střelného prachu, přesunul se Napoleon na nejvyšší okolní pozici u statku Rossomne. Zde byl k němu předveden zajatý důstojník pruského jízdního Landwehru, kterého k němu poslal brigádní generál Marcellin de Marbot. Kapitán černých husarů Bonapartovi prozradil, že jednotky, jež císař vidí na horizontu svého pravého křídla, jsou částí předvoje Bülovova IV. pruského armádního sboru. Napoleon okamžitě vyslal do údolí na ohroženém křídle severovýchodně od Plancenoit dvě jezdecké divize (3000 jezdců) a za nimi 7000 mužů VI. pěšího sboru generála Moutona de Lobau. Jejich úkolem bylo zaujmout obranné postavení tak, aby se linie levým bokem opírala o pravé křídlo I. sboru generála Droueta d’Erlon. Následně francouzský císař odeslal depeši maršálu Grouchymu, v níž apeloval na to, aby se spojil s hlavní armádou.

Mapa bojiště. Výchozí pozice francouzských útoků a anglické obranné pozice. Šedé šipky zobrazují úder, jejž vedla pruská armáda na pravé křídlo francouzského postavení

Po dalších třicet minut byl střed spojeneckých pozic bombardován dělostřelbou velké baterie. Aby Wellington zamezil velkým ztrátám, nechal pěchotu rozestavenou za hřebenem svahu do dvou linií ve dvouřadech zalehnout a využít všech terénních krytů. Po koncentrované dělostřelecké přípravě, jež měla teoreticky výrazně narušit nepřátelské řady, dal Napoleon povel I. sboru Droueta d’Erlon pod Neyovým velením, aby zaútočil na spojenecký střed. Čas hrál v císařův neprospěch, proto musel podniknout něco dřív, než se na scéně objeví celá pruská armáda. Čtyři d’Erlonovy divize vyrazily do útoku ve třech různých sestavách.
| „             | Když Šedí Skotové projížděli našimi řadami, volali: „Scotland for ever!“, a ten pokřik burácel všem Skotům v uších. Jak tu scénu nejlépe popsat? Do lidských prsou bušila koňská kopyta. Krví zbrocené palaše nad hlavami dopadaly dolů a rozsévaly smrt. Rána za ranou, jako když se v rukách statného chlapa otáčí cep, a strašlivé rány přetínaly rudou linkou čáry života. | “ |
| — James Anton | |   |

Všech 16 000 mužů čekala dlouhá cesta, neboť museli v sevřených masách urazit 1200 metrů více či méně otevřeného terénu. V první polovině cesty dolů ze svahu a posléze do pozvolného stoupání. To vše pod těžkou dělostřelbou nepřátelských baterií ukrytých v zásecích a za pevnými ohradami. Masa postupující pěchoty skýtala snadný cíl, avšak ani těžké ztráty nezabránily Francouzům dostat se do určených úseků. První přímé boje se rozhořely u La Haye-Sainte. Statek byl bráněn 2. lehkým praporem královské německé legie, pod velením majora Georga Baringa, na poslední chvíli posíleným jedním praporem Hannoveřanů. O něco výš, u pískovcového lomu, zaujali pozice ostrostřelci z 1. praporu 95. střeleckého pluku.
Donzelotova divize, útočící více vpravo od statku, postoupila přes odvrácený svah v anglo-batavských pozicích, za nímž v obilí čekalo ukrytých 3000 Pictonových mužů. Ti se zvedli z obilného porostu ve chvíli, kdy bylo čelo francouzských kolon vzdáleno na pouhých čtyřicet kroků a zahájili na něj valivou palbu. Po tomto entrée Angličané vyrazili do bodákového protiútoku. Nebyl jich však dostatečný počet a nepodařilo se jim tudíž masu francouzské pěchoty vrhnout zpět. Navíc na pomoc Donzelotovým jednotkám přicházeli vojáci Marcognetovy divize. Velitel anglického levého křídla generál Picton se snažil povolat do protiútoku další Rally the Highlanders (Skotské horaly), ale byl zasažen kulí do čela a zůstal ležet na místě mrtev. Blížila se třetí hodina odpolední a zdálo se, že pozice spojenců budou brzy proraženy. Francouzi oblehli statek Papelotte a Milhaudovi kyrysníci samostatně zaútočili na Angličany vlevo od bruselské silnice. Před jejich útokem se musel dokonce i Wellington ukrýt uvnitř karé. Vzápětí však na Milhaudovy muže zaútočily čtyři Somersetovy jezdecké gardové pluky a pronásledovaly je dolů ze svahu k Belle Alliance. Další dvě brigády těžké jízdy pod velením lorda Uxbridge zaútočily na d’Erlonovy pěší jednotky. Ty se nestačily přeskupit do čtverců a v panice začaly prchat zpět ke svým pozicím. I. francouzský armádní sbor přišel o třetinu svého početního stavu (asi 5000 mužů. 2000 bylo zraněno nebo zabito, zbylí padli do zajetí), o svá děla a dva pluky (45. řadový a 105. řadový) o své plukovní zástavy (plukovní orly). Anglickým jezdcům ovšem tento úspěch nestačil a v bojovém zápalu dál pokračovali v pronásledování prchajících jednotek ve směru k „velké baterii“. Ke svému cíli však nedorazili. Na jejich smělost odpověděla francouzská kavalerie, jmenovitě polovina Delortovy 14. kyrysnické divize a Jacquinotova 1. jezdecká divize. Výsledkem byl masakr, jenž stál jen Somersetovy dragouny na osm stovek mužů. Na rozdíl od Angličanů se francouzská jízda se svým úspěchem spokojila a stáhla se zpět do výchozích pozic.

### Útok kavalerie
| „                    | Nikdo z přítomných mužů, kteří přežili, nezapomene do konce života hrůzostrašnou velkolepost toho útoku. Na dálku jste viděli něco, co vypadalo jako drtivá, dlouhá pohybující se řada, která stále postupovala a leskla se jako vlny rozbouřeného moře na slunci. Na nich se nesly houfy jezdců, až se dostaly zcela blízko a země vibrovala pod jejich dunivým dupotem… V neuvěřitelně krátké chvíli byli od nás dvacet metrů, volajíce: „Vive l’ Emperour!“ Zazněl povel: „Připravit se na střetnutí s jízdou!“ | “ |
| — Rees Howell Gronow | |   |

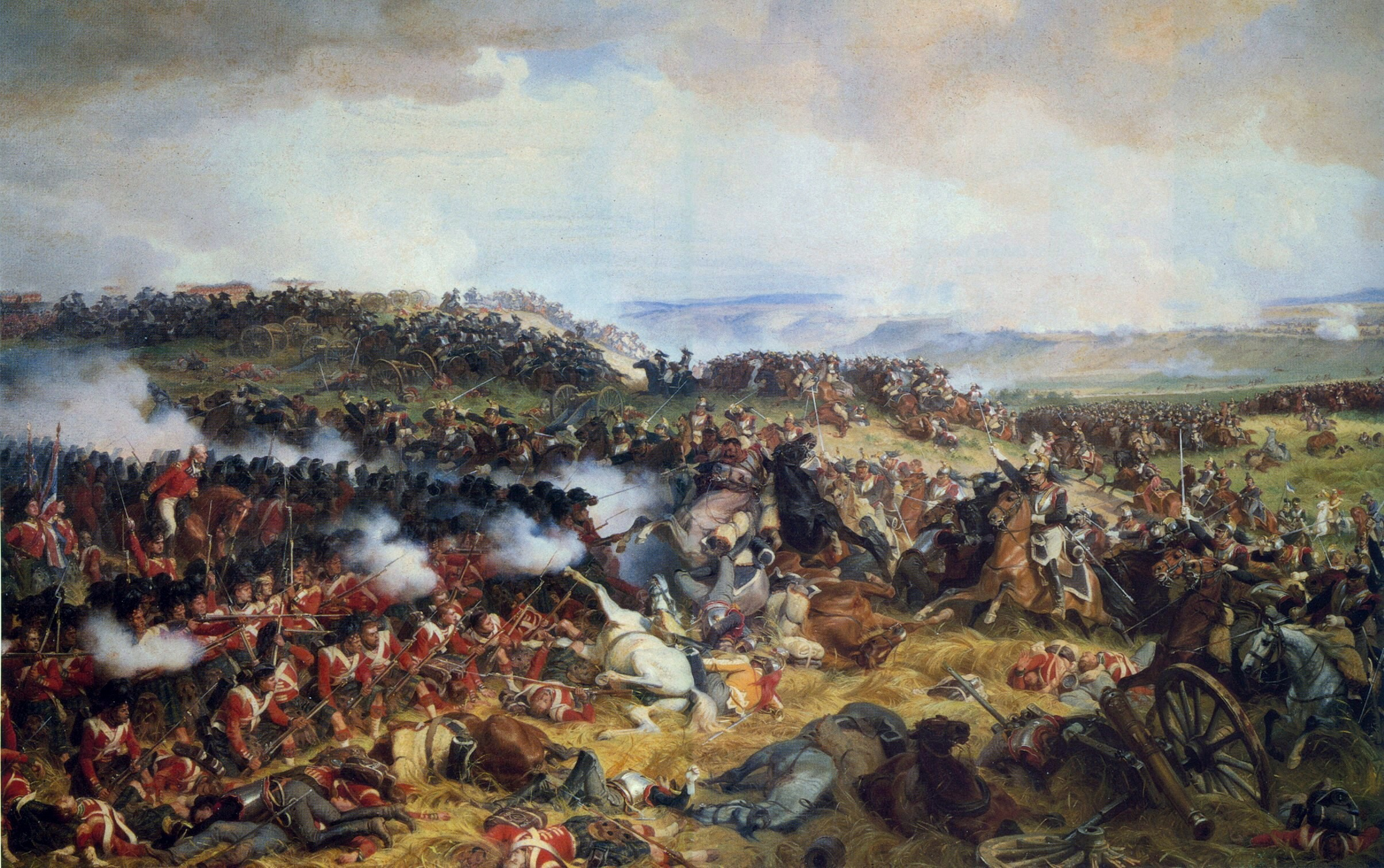
Felix Philippoteaux: útok francouzské těžké jízdy na jedno z karé

Po ústupu Francouzů a odražení anglické kavalerie obě strany krátce konsolidovaly své síly. Wellington posílil první linie jednotkami druhého sledu a k Hougoumontu vyslal prapor královské německé legie. Komplex byl v plamenech a soustavně ostřelován z osmi francouzských houfnic.
Kolem 15:00 obdržel maršál Ney rozkaz za každou cenu ovládnout statek La Haye-Sainte, který se snažila stále marně dobýt jeho řadová pěchota. Boj zde probíhal podobně jako u Hougoumontu. 500 zbývajících spojeneckých vojáků vázalo 4000 Francouzů, jejichž děla navíc zapadla do mokřadů v údolí a obléhající jednotky neměly ani výbušniny, kterými by vyhodily do vzduchu brány. I dalšímu útoku na La Haye-Sainte velel Ney osobně, jeho muži však byli opět odraženi a přinuceni stáhnout se z dostřelu. Současně se za Neyovými jednotkami začalo šikovat jezdectvo. O dalším vývoji situace, jedné ze zásadních událostí bitvy, se dodnes vedou diskuse. Historicky již asi nelze naprosto přesně ověřit, co vedlo maršála Neye k rozkazům, které vydal. Důvodem pro jeho rozhodnutí byl zřejmě částečný ústup spojenců na hřebenu svahu. Tento pohyb dozadu v něm mohl vzbudit dojem, že celá anglo-batavská armáda se pozvolna dává na ústup a dozrál čas pro útok jezdectva, který by mohl zlikvidovat odpor v okolí Haye-Sainte. Původně chtěl do boje povolat pouze kyrysnickou brigádu generála Farina de Creuz, ale jeho nadřízený, velitel kyrysnické divize Dolort, útočit odmítl. Generál ještě neměl tušení, že z nedávného Napoleonova rozhodnutí má maršál Ney nad divizí přímé velení. Další nejasnost nastává v tom, co rozkázal rozzuřený Ney Dolortovi, když mu rozkaz přijel tlumočit osobně. Dochovala se protichůdná svědectví, jež se nedokáží shodnout, zda velel aby zaútočila celá jeho divize nebo celý Milhaudův sbor. Faktem zůstává, že pokořený generál Dolort vyrazil do útoku s kompletní 13. a 14. kyrysnickou divizí. Generál Milhaud, jenž měl se zbytkem sboru tvořit druhý sled, pak prý při pohybu svých jednotek vykřikl na velitele lehkého gardového jezdectva generála Lefebvra-Desnouettese: „Jdu do útoku! Podpoř mě!“ A generál Lefebvr-Desnouettes, jenž mohl přijímat rozkazy pouze od Napoleona, skutečně Milhauda spontánně následoval.

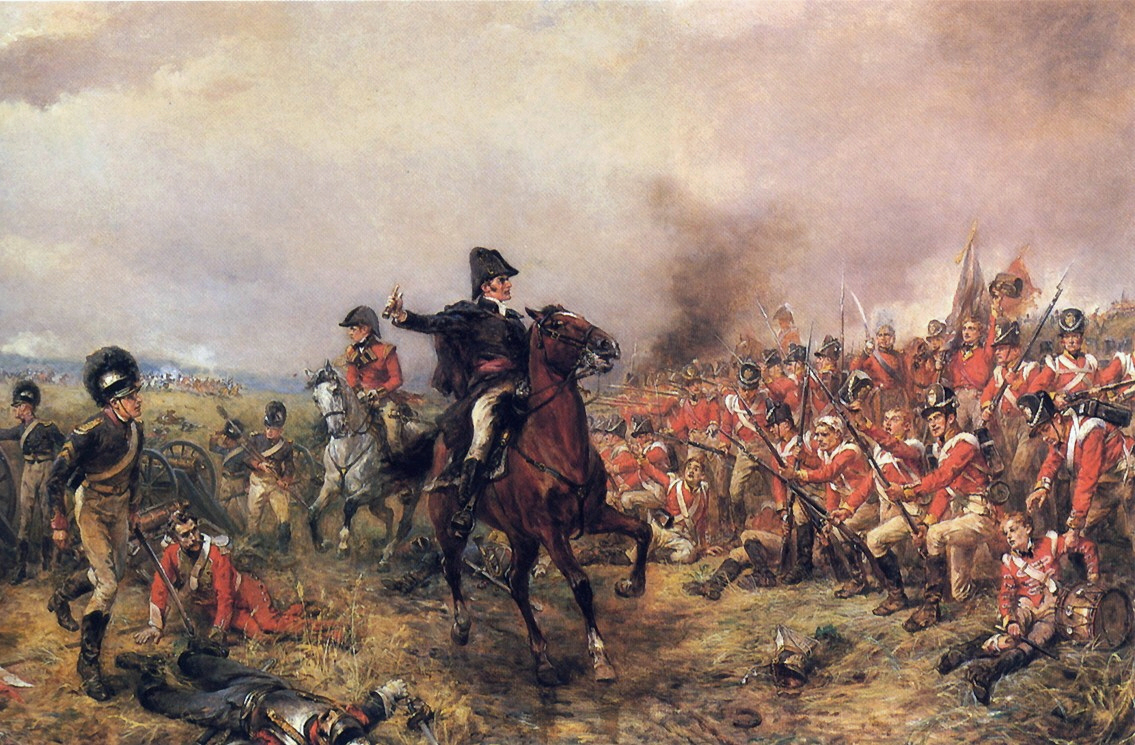
Robert Alexander Hillingford: Wellington povzbuzuje britské karé po úspěšném odražení útoku francouzské kavalerie. Když se jeden z anglických důstojníků Wellingtona dotázal, jak si má armáda počínat v případě jeho smrti, odpověděl: „Napodobte mě.“

Bylo krátce po šestnácté hodině, když generál Milhaud v čele 5000 jezdců, roztažených takřka v celé šíři bojiště od Hougoumontu až po Haye-Sainte (bezmála 750 metrů), zaútočil proti nepřátelské pěchotě za Ohalinskou silnicí. Angličané se při pohledu na železnou lavinu šachovnicově semkli do dvaceti karé a vyčkávali. Dělostřelci stříleli do poslední chvíle, přičemž způsobili Francouzům značné ztráty. Posléze se také ukryli uvnitř pěchotních čtverců. První útok se Francouzům příliš nevyvedl. Mezi anglická děla jejich formace přijely značně narušené, přičemž zde svou úlohu sehrál rozmočený terén, vysoké obilí a palba z anglických karé, jež na ně dopadala z několika stran. Přesto na čtverhrany ježící se bodáky zaútočily. Po tvrdém boji však byly Milhaudovy jednotky napadeny zálohou anglického jezdectva a maršál Ney nechal své jednotky ustoupit a znova shromáždit. Teprve poté, co se jezdci seskupili mezi Hougoumontem a Haye-Sainte, dal nový povel k útoku. Mezitím byli jeho muži neustále decimováni děly, které po jejich dobytí neodtáhli ani nezatloukli hřeby. Napoleon, jenž si zbrklého útoku všiml až ve chvíli, kdy už bylo pozdě ho odvolat, okamžitě Neyovu iniciativu odsoudil, ale ihned usoudil, že pro úspěch akce bude nutno kavalerii podpořit a na pomoc mu vyslal 3. jezdecký sbor generála Kellermana. Blížilo se k páté hodině odpoledne, na Angličany se řítilo 9000 jezdců všech složek kavalerie. Počátek druhého útoku byl mnohem úspěšnější než ten první. Francouzi zmasakrovali tři z dvaceti karé a některá další přišla o své prapory. Tím však dosáhli maxima celého útoku, neboť jejich další nájezdy se o zbylé pevně stojící pěchotní čtverce pouze rozbíjely. Po bezvýsledných pokusech byl nakonec o půl šesté dán povel, aby se unavené, 30–40% ztrátami oslabené, brigády a jízdní divize stáhly zpět do svých výchozích postavení.

### Pruský nástup

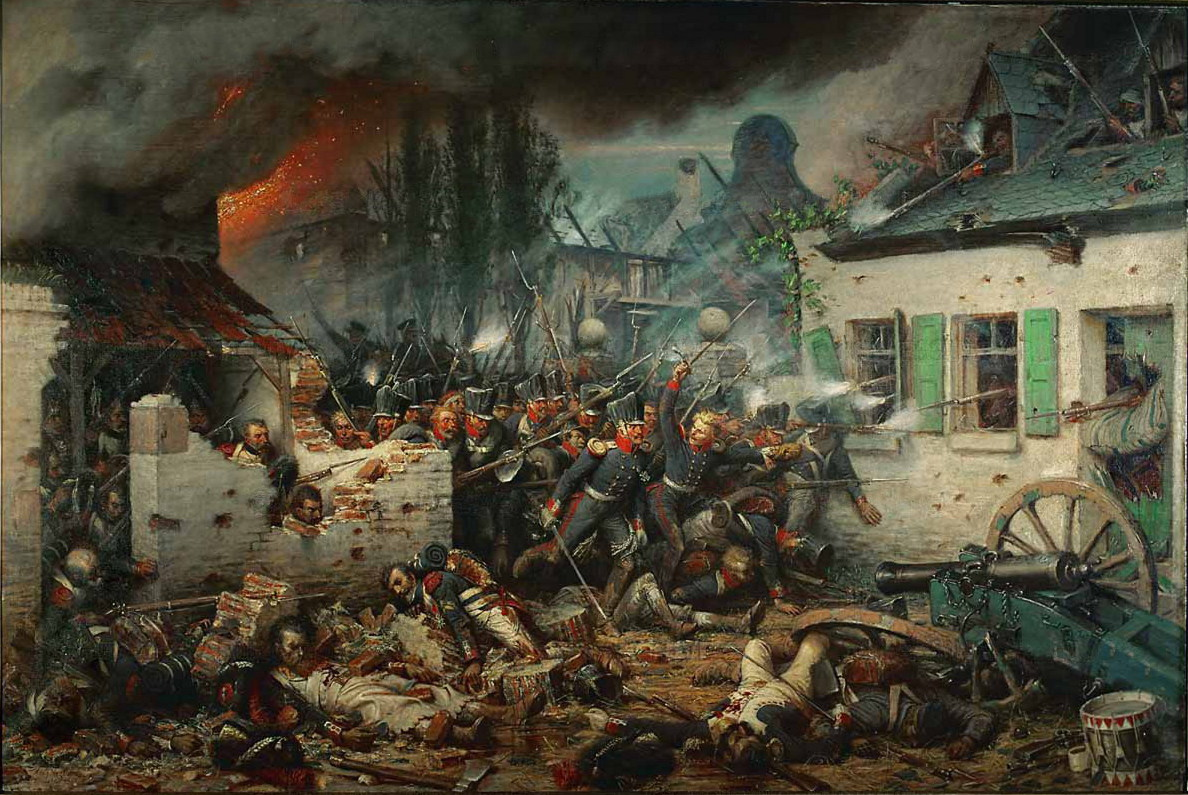
Adolf Northern: Prusové v Plancenoit

První střety francouzské jízdy s předsunutým Bülovovým IV. sborem propukly kolem čtvrté hodiny odpolední u lesa Paris, jenž se rozkládal před vesnicí Plancenoit. O půl páté přijel do lesa i maršál Blücher, který neváhal s rozhodnutím nasadit do boje dvě Bülovovy brigády a jezdectvo prince Wilhelma Pruského. Kolem páté hodiny Prusové dorazili na kontakt s dvěma tisíci Francouzů v údolí před vesnicí. Ačkoli byli muži Moutona de Lobau v početní nevýhodě, první nepřátelský nápor odrazili. Další útok již vedlo 6000 Prusů s 24 děly a tentokrát byli Francouzi nuceni ustoupit až za okraj Plancenoit. Podobně se vedlo i zbylým jednotkám VI. armádního sboru, jež držely pozice severně od vesnice a tvořily spojnici k I. d’Erlonovu sboru. V tu chvíli 7000 Lobauových pěšáků s 24 děly čelilo 18 tisícům mužům a 64 dělům generála Bülova. Prusové se dále stáčeli k říčce Lasne s úmyslem dostat se Francouzům do zad a přetnout jejich ústupové cesty. Záhy se na dostřel jejich děl dostaly i pozice dosud nenasazené gardy a dokonce i farma Rossome, kde si zřídil pozorovatelnu Napoleon. Francouzský císař neváhal proti dobytému Plancenoit vyslat divizi mladé gardy (3800 mužů), která vesnici i přilehlý hřbitov zanedlouho získala zpět. Na tento neúspěch reagoval Blücher tím, že do bojů vyslal dalších 9000 mužů landwehru. Mladá garda, která převzala kontrolu nad vesnicí – Lobauovy jednotky se mezitím staraly o ochranu jejího pravého křídla a kryly prostor, kde se pokoušeli Prusové o obchvat – své pozice tvrdě bránila, avšak ve chvíli kdy byl těžce zraněn její velitel generál Duhesme, rychle ustoupila. Napoleon musel situaci na pravém křídle stabilizovat za každou cenu, a proto k jeho podpoře vyslal dva prapory staré gardy (1100 mužů). Po útoků gardových myslivců se do boje zapojili gardoví granátníci, kteří 14 pruských praporů ve dvaceti minutách z Plancenoit vyhnali. Odvetou na ně zaútočilo 27 praporů pruské pěchoty a nakonec i stará garda byla nucena ustoupit na západní okraj vesnice. Zde mladí a staří gardisté, v počtu maximálně 3000 vojáků, vzdorovali další tři hodiny bezmála 20 tisícové přesile. V tu dobu se do bojů již začaly zapojovat první jednotky II. pruského armádního sboru pod velením generálporučíka von Pircha.
K bojišti po šesté hodině přicházel i I. pruský armádní sbor v čele s generálporučíkem von Zietenem. Jeho 20 000 vojáků mělo podpořit Wellingtonovo levé křídlo, ale vinou nedorozumění kvůli zprávám, že Angličané ustupují, se do bitvy zapojil až po půl sedmé. Tato pruská podpora dovolila anglickému vrchnímu veliteli odvolat muže z posilovaných pozic a nasadit je na exponovaný střed.

### Třetí útok na anglický střed

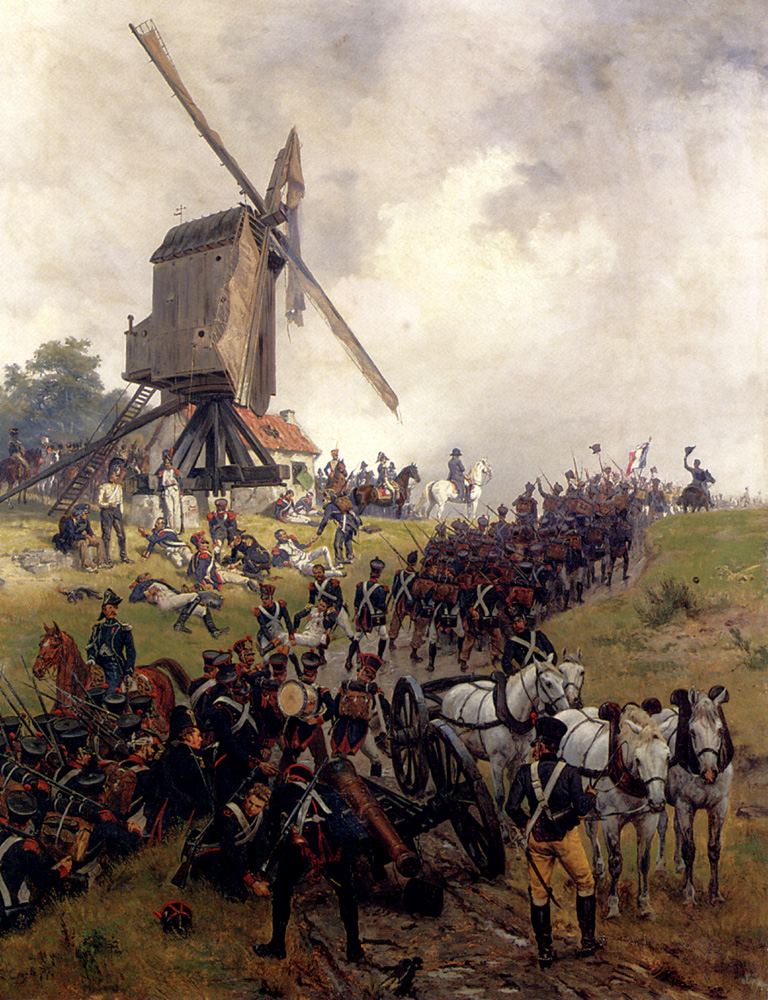
Ernest Crofts: bitva u Waterloo. Francouzské jednotky přichází k bojišti

Když byly odraženy oba jezdecké útoky, nemínil se maršál Ney s tímto neúspěchem smířit a rozhodl se dál stupňovat tlak na střed spojenců. Do boje nasadil tři brigády Reilleho II. sboru s polovinou Foyovy 9. divize a Bacheluovou 5. divizí (6500 mužů). Wellington na tento vytrvale exponovaný úsek narychlo stáhnul 3. divizi generálmajora Fredericka Adama, ale víc už po ruce neměl. Navzdory tomu byli Francouzi přivítáni s chladným odhodláním. Po deseti minutách soustředěné palby jich zůstalo ve svahu ležet mrtvých či zraněných na 1500. I přes tyto obrovské ztráty vyrazili proti anglo-batavským formacím na bodák. Prorazit však nedokázali a museli se stáhnout zpět.
Po tomto neúspěchu Napoleon nařídil Neyovi, aby vedl do útoku část I. ďErlonova sboru a za každou cenu dobyl farmu La Haye-Sainte. Ten asi s tisícovkou mužů, pomocí kombinovaného útoku jízdy a pěchoty, úkol konečně splnil. Z jednoho tisíce obránců jich přežilo 45. Dalším útokem francouzský maršál vytlačil spojence z písečného lomu a šesti děly jízdní baterie zahájil palbu na spojenecké pozice.
Jakmile měl Ney La Haye-Sainte v rukou, nařídil d'Erlonovu sboru pokračovat v útoku na anglo-batavský střed. Ten se začal dařit v celé jeho šíři a spojenci byli nuceni pomalu ustupovat. Navíc Soyova brigáda obešla Hougoumont a s podporou Pirého jezdectva mířila do pravého boku lorda Hilla. Zhruba o půl sedmé připomínaly anglo-batavské linie tělo napnutého luku, jelikož středové jednotky ustoupily asi o 500 metrů. Spojenci odolávali Francouzům z posledních sil a někdy v tuto chvíli si Wellington povzdechnul slovy: „Kéž přijde noc, nebo Blücher!“ Neyovi scházel k úspěchu už jen kousek. Když po Napoleonovi k jeho dosažení požadoval další muže, ten jen odseknul: „Kde si myslí, že je mám vzít? Mám si je snad nadělat?“ Ve tři čtvrtě na sedm sice Nejstatečnější ze statečných (Neyova přezdívka) zmobilizoval několik nejméně prořídlých jednotek, ale bez čerstvých posil nebyl s to dotáhnout útok do zdárného finále. Wellington na poslední chvíli zacelil obranu jednotkami mladičkých Brunšvičanů a do útoku proti Francouzům vyrazily tři husarské pluky podpořené třemi nassavskými prapory. D’Erlonův sbor byl přinucen k dalšímu ústupu. Tentokrát jej spojenci nepronásledovali.

### Útok staré gardy

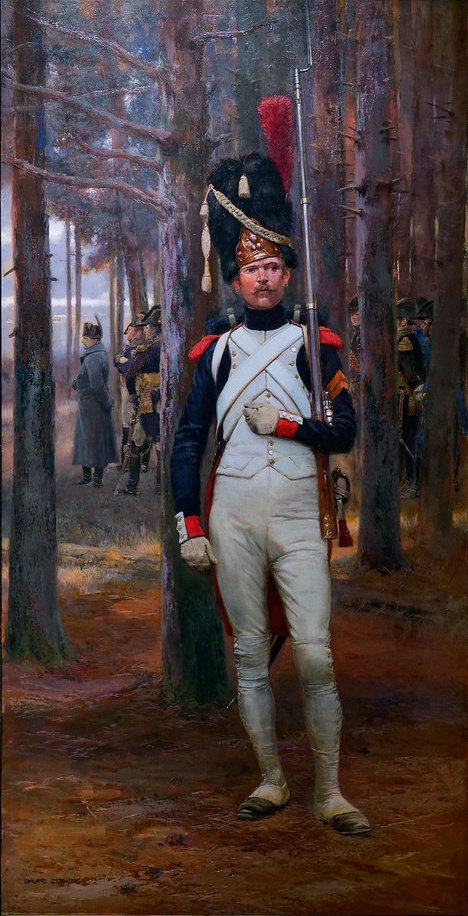
Édouard Detaille: Granátník Napoleonovy staré gardy

Bylo něco málo před sedmou hodinou, když se císař Napoleon konečně rozhodl nasadit starou gardu. Do útoku proti spojeneckému středu však nezasáhla celá, ale pouze jejích 6 praporů, tedy maximálně 2600 mužů pochodujících v pěti kolonách. Zbytek gardových jednotek rozmístil podél bruselské silnice tak, aby kryly jeho jedinou ústupovou cestu z bojiště a tím zabránily Prusům obchvátit jeho pravé křídlo. Někdy v tu chvíli také učinil zásadní prohlášení, když nechal mezi ostatní řadové jednotky, jejichž morálka byla po mnoha nezdařených útocích na nevalné úrovni, rozhlásit, že masa pěchoty a jízdy na jejich pravém křídle je všemi očekávaný Grouchyho sbor. Toto prohlášení podpořil i fakt, že pruské jednotky Zietenova I. sboru, které se blížili k farmě Papelotte, byly přivítány palbou mušket nassavské pěchoty a útokem jejich jezdectva. To vše jen díky záměně pruských čák (vysoká vojenská čepice) s francouzskými. Wellington neměl kvůli dýmu nad bojištěm o přípravách protivníka ponětí. Avšak asi půl hodinu před samotným útokem dezertoval z francouzských řad roajalistický důstojník kapitán du Barail, jenž ho o situaci včas informoval a anglický velitel stačil ohrožené místo posílit pěchotou i dělostřelectvem.

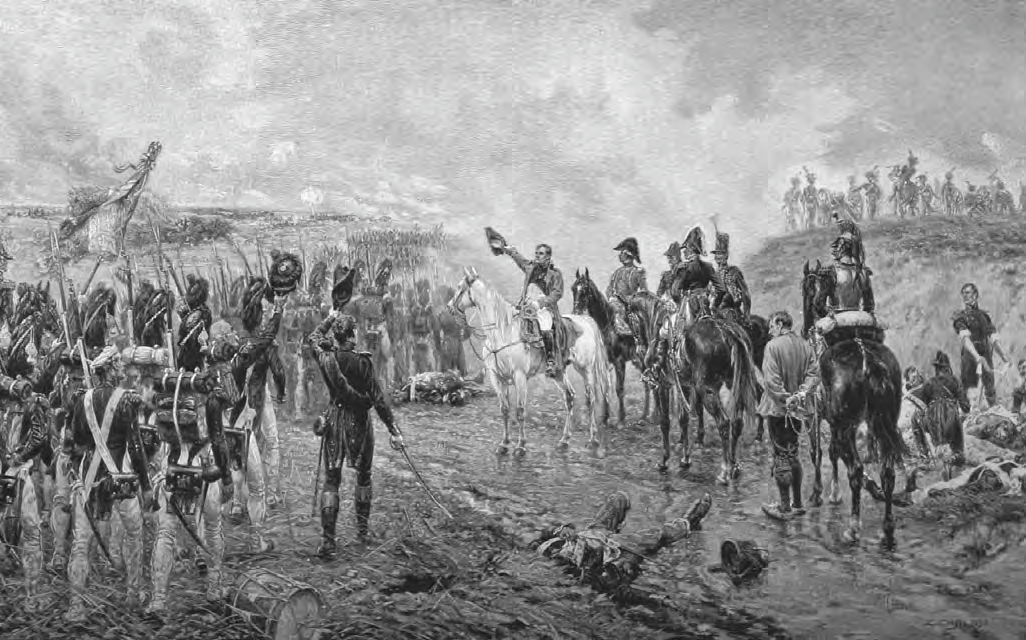
Ernest Crofts: Napoleonův poslední velký útok u Waterloo. Francouzský císař povzbuzuje vojáky staré gardy před jejich útokem na anglo–batavský střed

Francouzskými liniemi se brzy nesly dvě morálku povzbuzující hesla: „Grouchy se blíží!“ a „Garda útočí!“ Do čela gardy se opět postavil maršál Ney. Po jeho pravé ruce se chystala do útoku d'Erlonova pěchota, po ruce levé pěchota Reilleho a celý útok se chystalo podpořit i jezdectvo, jehož koně byli v současné chvíli již na pokraji vyčerpání. Gardové jednotky pozvolna postupovaly šikmým pochodem vlevo od bruselské silnice. V první fázi útoku, i přes nepřetržitou palbu spojeneckých děl, smetly vše, co se jim postavilo do cesty. Zanedlouho však narazily na 2800 pěšáků 1. brigády nizozemsko-belgické divize. Těm se podařilo zastavit postup gardové kolony nejblíže cesty. Kolona útočící po její levé straně byla přivítána ničivou střelbou anglických mušket a Francouzi nedostali ani příležitost k bodákovému útoku. Třetí a čtvrtá kolona, útočící dále vlevo, se dostaly do palby dvou tisíc anglických gardistů, kteří se dvacet metrů před ní na Wellingtonův povel zvedli z obilí. Následným bodákovým protiútokem pak postup těchto dvou kolon definitivně zastavili a Napoleonova elita se musela za neustálého boje začít pomalu stahovat. Poslední (pátá) kolona myslivců střední gardy vyrazila druhům ve zbrani na pomoc a na chvíli zahnala britské gardisty na ústup. Záhy jim však do levého boku vpadly britské jednotky Adamovy brigády a za nimi postupujících 1050 mužů lehké pěchoty. Ti spolu glasgowskými horaly na Wellingtonův povel zahájili na Francouze další střelbu a vzápětí vyrazili do útoku na bodák. Před tři čtvrtě na osm bylo u Waterloo rozhodnuto. Garda, o níž bylo známo, že nikdy neustupuje, byla nucena se ve čtverhranech krok za krokem stahovat z těžce dobytých pozic. To vše před očima mužů d'Erlonova a Reilleho sboru. Proud raněných, kteří se odpojovali od jednotlivých karé, budil dojem, že garda podlehla panice a brzy se bojištěm ozývaly výkřiky „Garda couvá!“ Navíc někdy v tu chvíli Zietenův 1. sbor prolomil obranu Durutteho divize na pravém křídle. Tehdy francouzští vojáci zjistili, že jim nejde na pomoc Grouchy, ale naopak na ně útočí Prusové. Bojovou vřavou se nesly další výkřiky: „Zrada!“ „Zachraň se kdo můžeš!“ I když většina jednotek prvního sledu bojovala dál, v celé Napoleonově armádě začala propukat panika. Pod soustředěným náporem anglické jízdy podporovaným útočící pěchotou se dala na útěk pěchota d'Erlonova sboru. Relliho sbor ustupoval poměrně spořádaně, prchat začaly pouze jeho dvě či tři pěší roty. Ústup se mu dařil až k Belle Aliance, kde však jeho uskupení roztrhal proud uprchlíků.

### Francouzský ústup
| „                                           | Na dvaceti čtverečních sázích posely výstřely z nejtěsnější blízkosti, rány kopími, šavlemi i bajonety zem lidskými i koňskými těly. Stovka granátníků ležela na tělech svých obětí. | “ |
| — Gardista Mauduir z 1. granátnického pluku | |   |

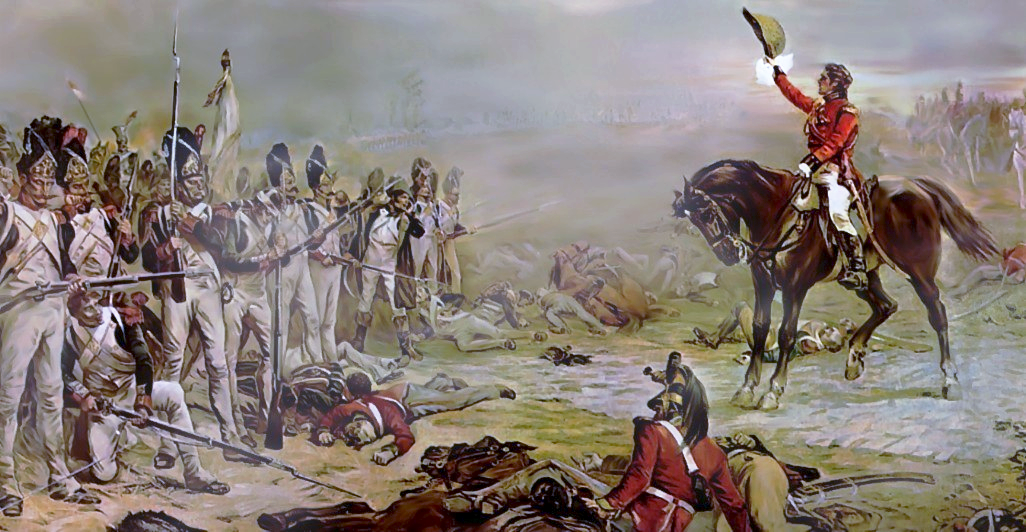
Poslední karé císařské gardy. Důstojník brigády Williama Halketta vyzývá vojáky staré gardy aby se vzdali.

Napoleon, jenž byl špatně informován o průběhu útoku, se přesunul s třemi zbývajícími gardovými prapory po Bruselské silnici vpřed k La Haye-Sainte. Tím se však dostal do cesty prchajícím jednotkám a anglickému jezdectvu, které tyto prchající masy masakrovalo. Jeho tři gardové prapory se okamžitě zformovaly do karé, které nebyla spojenecká jízda schopna prorazit. Díky této pevné hrázi se Napoleonovi a jeho osobnímu doprovodu podařilo ustoupit k Belle Aliance, kde se shromažďovaly poslední zálohy. Chtěl zde společně s nimi vzdorovat útočícím spojencům a zemřít, ale to mu jeho muži nedovolili a donutili jej pod ochranou těchto jednotek ustoupit pryč z bojiště. Doprovázen některými svými generály, maršálem Soultem a několika myslivci uprostřed karé I. praporu 1. granátnického gardového pluku takto dorazil až do Genappe.
Osud zbývajících tří karé u bruselské silnice byl neméně dramatický. Obklopeny drtivou přesilou anglo-batavské i pruské armády pomalu ustupovaly k Maison-du-Roi a Rossomme. Přestože byli gardisté několikrát vyzýváni aby složili zbraně, vždy odmítli. S jakými slovy si nebyli jisti ani současníci několik týdnů po události, ale legenda spjatá s bitvou praví, že generál Cambronne vykřikl: „Císařská garda umírá, ale nevzdává se!“ Jiní pamětníci dosvědčují, že odpověděl prostým vojáckým provoláním: „Merde!“ Hovno! Bez ohledu na opakované útoky jak jízdy, tak anglické pěchoty, se gardisté krok za krokem stahovali z bojiště. Pěchotní čtverce se změnily na trojúhelníky a kolem deváté hodiny z nich zůstalo pouze několik jedinců, kteří se v nastalé tmě pokusili zmizet z utuchající vřavy na vlastní pěst. V této závěrečné epizodě bojů urvala jedna z posledních francouzských dělových koulí nohu veliteli anglické jízdy lordu Uxbridgovi.
Na pravém křídle u Plancenoit kladly vytrvalý odpor Prusům zbytky Loubauových jednotek a mladé i staré gardy. Jedině jejich houževnatosti mohla prchající francouzská armáda děkovat, že jí nebyla odříznuta cesta zpět ke Genappe a Quatre-Bras. Po tvrdých bojích a s nastávající tmou však byly i tyto jednotky ze svých pozic vytlačeny a donuceny ustoupit údolím Lasne.

## Epilog
Wellington nechal zastavit britský postup u Maison-du-Roi. Posléze se vrátil k farmě Belle-Aliance, kde se setkal s maršálem Blücherem. Krátce spolu porozprávěli, načež pruský maršál v čele svých mužů odjel pronásledovat nepřátelskou armádu. Když dorazil do Genappe, jeho muži vybili zbylé Francouze a on sám se ubytoval v místním hotelu.
Císař Napoleon se svou suitou dorazil ke Genappe kolem deváté hodiny večerní. Odtud odjel ke Quatre-Bras, kde prý dlouho stál nad nepohřbenými těly mrtvých z předešlé bitvy. Po tomto soukromém obřadu se odebral na cestu do Paříže. Branami francouzské metropole projel 21. června a celou cestu prý dřímal. Zde již před jeho příjezdem začal Joseph Fouché ovlivňovat poslaneckou sněmovnu i sněmovnu pairů a ty, i přes opačné požadavky části obyvatelstva, požadovaly Napoleonovu okamžitou rezignaci. Císař vše přijal se zdánlivým klidem. Abdikaci podepsal ve prospěch svého syna Napoleona II. a poté ještě několik dní strávil v Elysejském paláci, odkud odjel do Rochefortu. 15. července odplul z Francie a vydal se do rukou Velké Británie. Na půdu Anglie nikdy nevstoupil a dne 28. července 1815 bylo rozhodnuto o jeho internaci na ostrov Svaté Heleny. Zde také ve věku jednapadesáti let v roce 1821 zemřel.

## Bojiště dnes
Současná tvář bitevního pole připomíná krajinu z poloviny roku 1815 jen vzdáleně. Již deset let po bitvě prý vévoda Wellington prohlásil: „Vzali mi mé bojiště!“ Příčinou takové změny byla výstavba dominanty krajiny, čtyřicet pět metrů vysokého pahorku, na jehož vrcholu je umístěna železná socha lva, který cení zuby směrem k Francii (stavbě je též přezdíváno Lví kopec. Autorem památníků je Jean-François Van Geel). Zemina na stavbu, jež stojí ve středu někdejších anglo-batavských linií, byla svážena z okolních polí a zemní práce neminuly ani svah mezi La Haye-Sainte a Hougoumontem. K mohyle, na jejíž vrchol se dá vystoupat po kamenném schodišti, přiléhá návštěvnické centrum, kde jsou promítány ukázky z filmu Waterloo a lze si zakoupit upomínkové předměty. Další stavbou v sousedství Lvího kopce je kruhové panorama, jehož autorem je malíř Louis Dumoulin. Malba, kterou lze přirovnat k Maroldovu panoramatu bitvy u Lipan, zachycuje momenty kolem šestnácté hodiny, kdy 9000 francouzských jezdců zaútočilo na spojenecká karé. Velikost obrazu je 120 x 12 metrů.
Kromě Lví mohyly je celé bojiště poseto množstvím památníků, které připomínají oběti jednotlivých epizod bitvy. V samotném městečku Waterloo, asi 4 km od křižovatky Bruselské a Ohalinské silnice, stojí Wellingtonovo muzeum, v němž lze kromě předmětů nalezených na bojišti spatřit i autentické uniformy a detailní mapy bojiště. Lze také navštívit okolí všech významných civilních objektů, i když většina z nich není přístupná veřejnosti. Na počest události je poblíž Plancenoit a Hougoumontu každoročně pořádána rekonstrukce bitvy, jíž se účastní i řada klubů vojenské historie z České republiky.

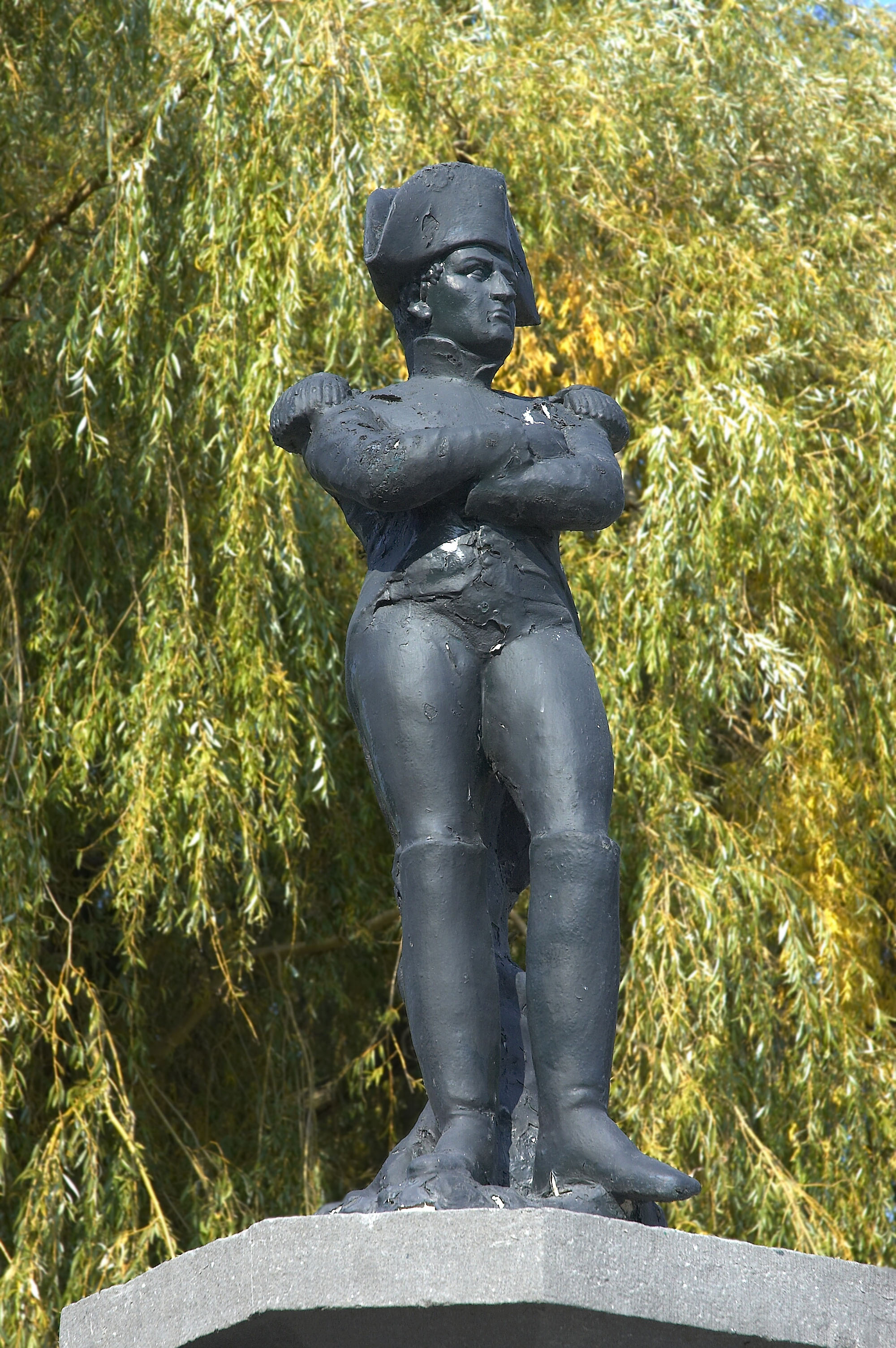
Napoleonova socha před návštěvnickým centrem
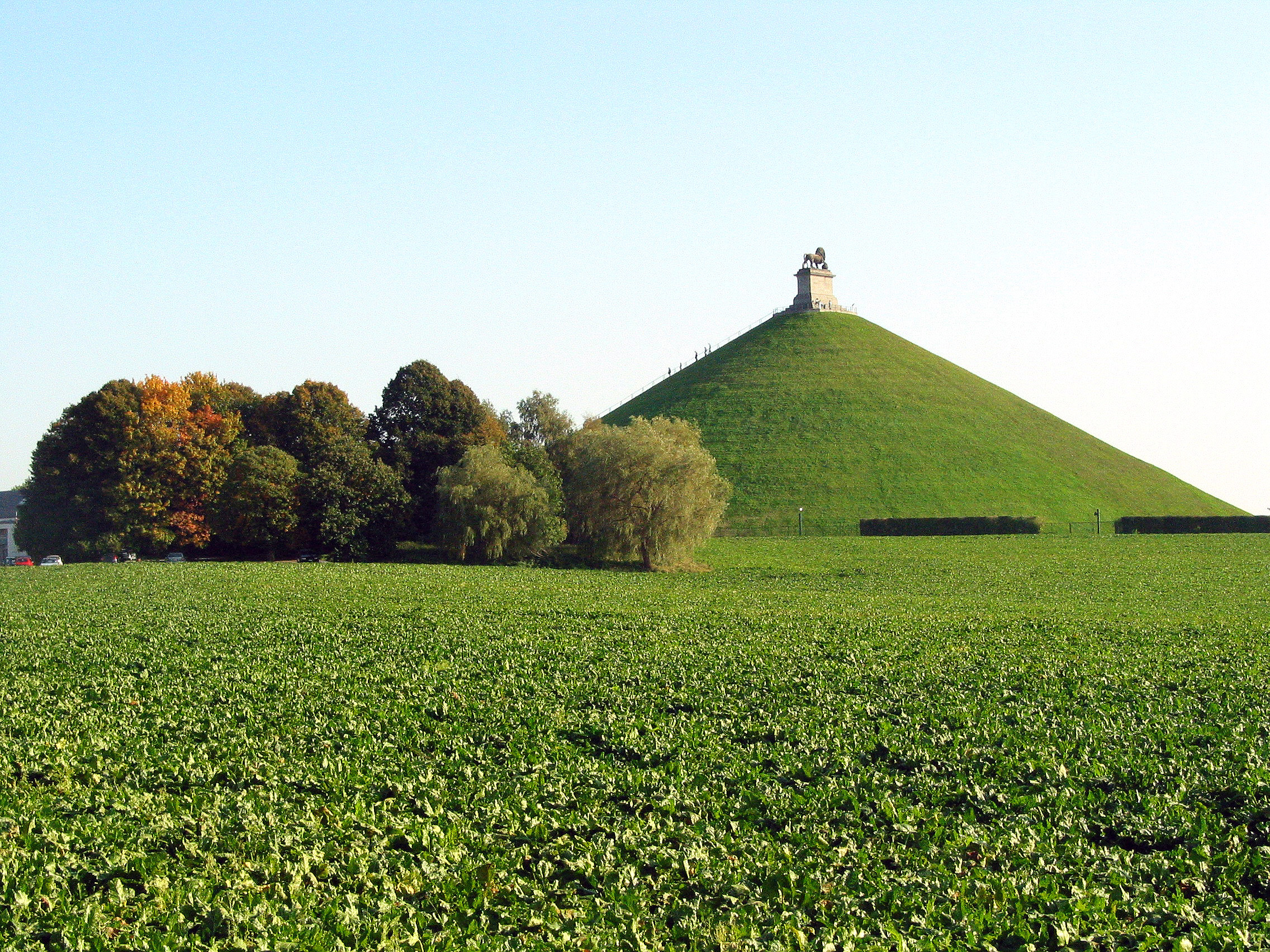
Lví mohyla. Průměr základny je 169 metrů a její výška 45 metrů
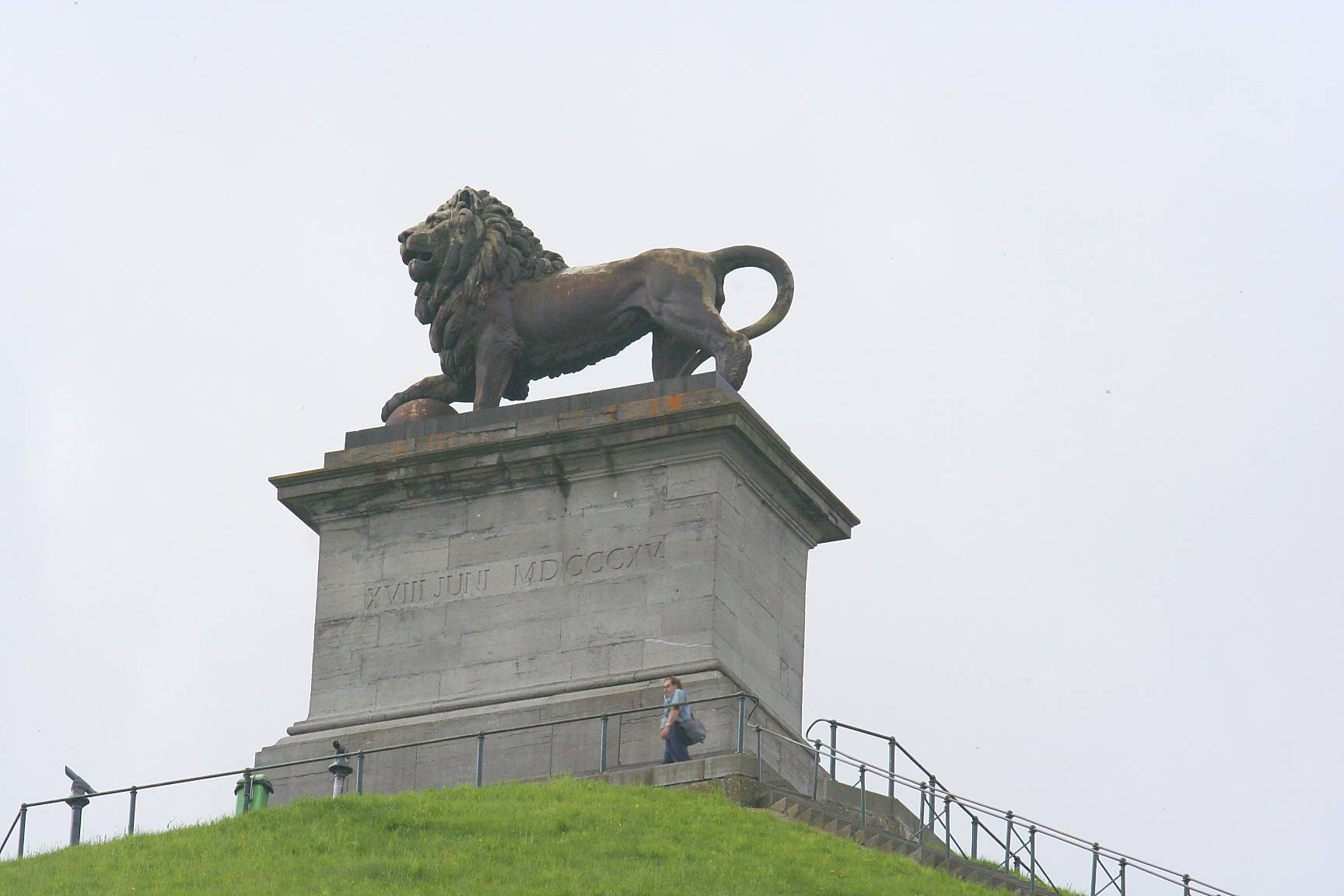
Legenda praví, že 28 000 kg těžký lev je odlit z mosazi, kterou spojenci získali roztavením francouzských děl, jež zůstaly na bojišti
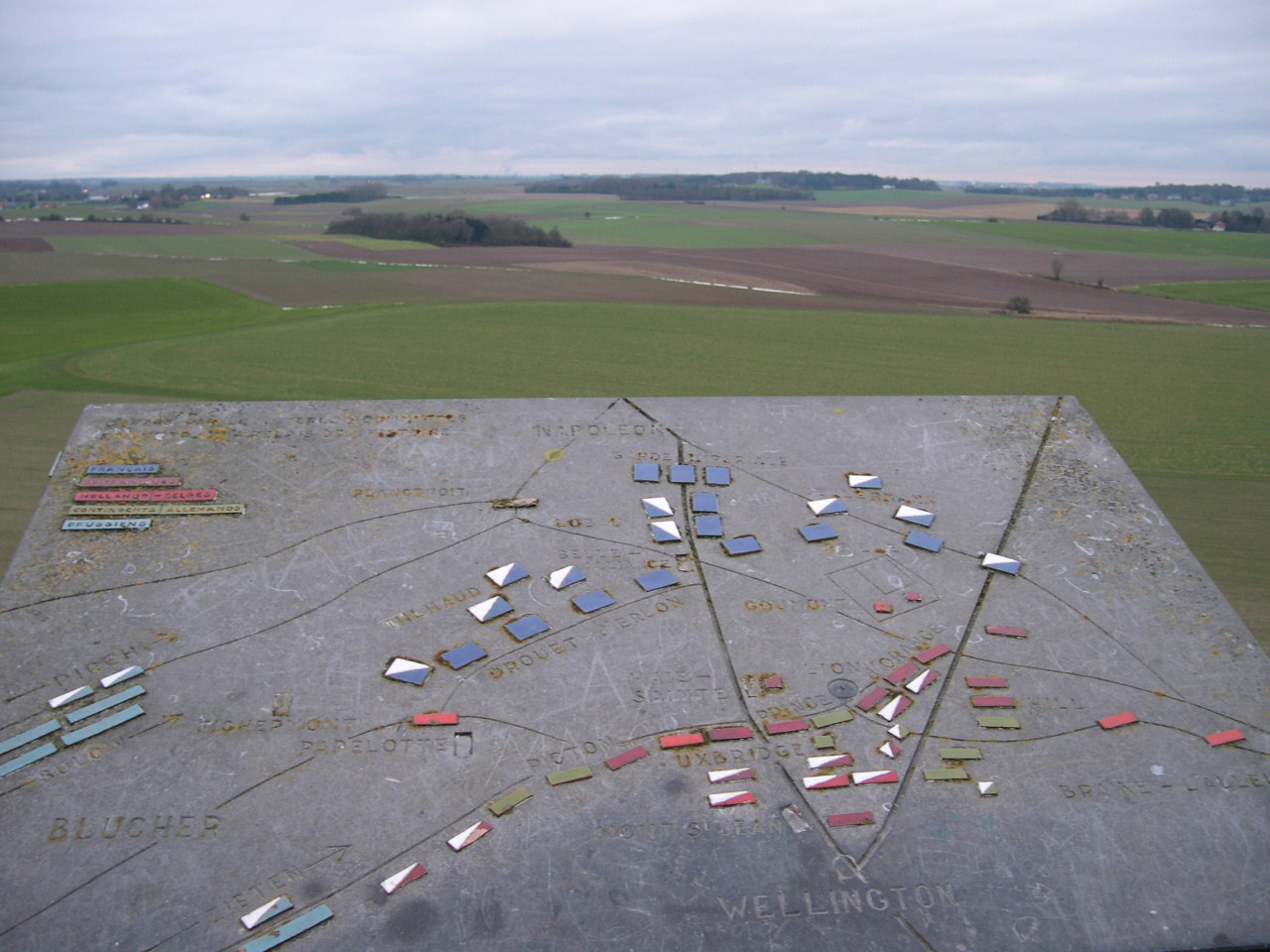
Panorama bojiště při pohledu z mohyly